# リオネル・メッシ
リオネル・アンドレス・メッシ・クッシッティーニ（スペイン語: Lionel Andrés Messi Cuccittini, スペイン語発音: [ljoˈnel anˈdɾes ˈmesi], 1987年6月24日 - ）は、アルゼンチン・ロサリオ出身のサッカー選手。メジャーリーグサッカー・インテル・マイアミCF所属。アルゼンチン代表。ポジションはフォワード。身長170cm、体重72kg。

## 概要
多くのサッカー関係者に史上最高のサッカー選手と称されている。キャリア通算で史上最多となる46のタイトルを獲得した。
FCバルセロナでは、10度のラ・リーガ、4度のUEFAチャンピオンズリーグ（以下CLと表記）を含むクラブ歴代最多となる34のタイトル獲得に貢献し、クラブ歴代通算最多得点（672ゴール）記録、ラ・リーガ（474ゴール）歴代最多ゴール記録、CL歴代最多ハットトリック記録（8）、ラ・リーガ歴代最多アシスト記録（192）を保持している。また、歴代最多8度のバロンドールを受賞し、4年連続バロンドール受賞も達成。6度のCL得点王と歴代最多6度のヨーロッパ・ゴールデンシューを獲得した。
アルゼンチン代表においては、最多出場記録、最多得点記録、最多アシスト記録を保持している。ユース世代では、2005 FIFAワールドユース選手権に出場し優勝、自身もゴールデンボール賞（MVP）、ゴールデンシューズ賞（得点王）を受賞、2008年には北京オリンピックに出場し、金メダルを獲得した。2014 FIFAワールドカップではアルゼンチンの準優勝に貢献し、大会MVPにあたるゴールデンボールを受賞した。コパ・アメリカ2021では得点王、アシスト王、MVPの"個人賞3冠"を達成し、アルゼンチンを28年ぶりのコパ・アメリカ優勝に導いた。南米全てのチームからゴールを奪った史上4人目の選手である。FIFAワールドカップにおける通算最多出場試合数及び最多出場時間数の記録の保持者であり、ワールドカップ南米予選で記録した通算21ゴールは同予選歴代最多記録である。また、コパ・アメリカの通算最多出場記録保持者である。2022 FIFAワールドカップではアルゼンチンを36年ぶりの優勝に導き、史上初となる2度目のゴールデンボールを受賞した。2024年にはコパ・アメリカ連覇を果たした。
2012年、公式戦69試合に出場し91得点を記録した。これは1972年にゲルト・ミュラーが作った公式戦年間最多ゴール記録85ゴールを40年ぶりに破った記録である。更にこの年にまたがる2011-12シーズンのラ・リーガでシーズン37試合に出場し50得点を記録。1976-77シーズンにリーガ1のディナモ・ブカレストでドゥドゥ・ゲオルゲスクが記録した47得点を抜き、欧州のリーグシーズン最多得点記録を更新した。この記録はギネス世界記録にも認定されている。
2009年から2014年までの6年間のうち5年間世界で最高年収のサッカー選手であり、2019年と2022年にはフォーブスによるスポーツ選手長者番付で1位に選出された。2017年にはFCバルセロナと当時スポーツ史上最高額となる4年総額705億円の契約を結んだ。2020年の時点で生涯収入は10億ドルを越えている。2011年・2012年・2023年にはアメリカの雑誌タイムが発表する世界で最も影響力のある100人に選出されるなど、世界で最も有名なアスリートの1人である。2006年から、アディダスとスポンサー契約を結んでおり、会社の主要なパートナーとしての地位を確立している。

## クラブ経歴

### 幼少期
アルゼンチンのロサリオで、父ホルヘ・メッシ、母セリア・クッシッティーニの3人目の子供として生まれた。
ホルヘはニューウェルズ・オールドボーイズの下部組織でサッカー選手になる夢を追ったが、その後、夜学に通い技術者となり、アルゼンチン有数の鉄鋼会社の工場にて管理職となった。 父方の祖先のアンジェロ・メッシは1883年にアルゼンチンに移住したアドリア海沿岸アンコーナ出身のイタリア移民、母方の祖先はカタルーニャにルーツをもつスペイン人である。
4歳の時には父親がコーチを務めるクラブで本格的にサッカーを始め、1995年には地元のクラブであるニューウェルズ・オールドボーイズに加入する。当時敵なしで「La Maquina del '87」と称えられたニューウェルズのユースチームの一員であったメッシはプレーしていた6年間の間に約500ゴールを記録した。
10歳の頃成長ホルモンの分泌異常の症状（成長ホルモン分泌不全性低身長症）が発覚、成長ホルモン投与などの治療なしでは身体が発達しないと診断された。
2年程はホルヘの会社の医療保険で治療費をまかなうことができたが、アルゼンチン経済の逼迫によりそれが打ち切られると、毎月1000ドル以上に及ぶ支払いは困難となった。ニューウェルズは当初治療費の工面に同意するが実際に支払われることはほとんど無かった。
メッシの憧れであったパブロ・アイマールが所属しているリーベル・プレートでトライアルを受けるも入団には至らなかった。そんな折、ホルヘの元に一本の電話が入った。FCバルセロナと強いコネクションを持つ著名な代理人ホセ・マリア・ミンゲージャであった。アルゼンチンの天才少年のビデオを手に入れた彼はそれをFCバルセロナに送っていた。

### FCバルセロナ
13歳の時にFCバルセロナの加入テストに合格した。当時の監督カルロス・レシャックは彼のプレーを一目見ただけでその小さな身体に驚くべき才能と将来性が宿っていることを悟り、すぐさま合格を決めたが、当時ヨーロッパのクラブがメッシのような若い年齢の選手と契約することは珍しいことだったため、会長がなかなか契約を前に進めなかったため交渉は難航した。どうしても契約を逃したくなかったレシャックは、自身の権限の下でFCバルセロナはメッシと契約すると約束した。この時、レシャックは契約書の代わりになるものを持っていなかったために紙ナプキンにこの契約を書き留めた。その後FCバルセロナは家族揃ってのバルセロナへの移住を条件に治療費を全額負担することを約束し、家族もこれを快諾した。
2001年2月、メッシは家族と共にバルセロナへ渡りカンプ・ノウ近くのアパートで暮らし始めた。
2001年3月1日、正式契約を結びスペインでの生活を本格的に始めることとなったが、スペインでの最初の1年間はニューウェルズとの移籍交渉が難航していたため、親善試合とカタルーニャリーグにしか出場出来なかった。サッカー外では、メッシは内向的な性格であまり喋らなかったため、チームメイトと馴染むのに苦労した。さらに母が兄弟と妹のマリア・ソルと共に故郷に帰り父と2人で生活している時、メッシはホームシックにも苦しんでおり、スペイン在住となってからでもアルゼンチン時代の幼なじみや友人知人とはこまめに連絡を取り合っていた。
バルセロナ加入テストの時は身長143cm、体重35kgだったが、ホルモン治療のかいもあり、5年後には身長170cm、体重67kgまで成長した。
17歳となった2004年10月16日、第7節エスパニョール戦にてプリメーラ・ディビシオンデビューを果たす。
2005年5月1日の第34節アルバセテ・バロンピエ戦で初得点。17歳と10ヶ月7日で決めたこの得点は、後にメッシ自身のアシストからボージャン・クルキッチが17歳と51日で記録するまでクラブ史上最年少得点だった。このシーズンはレギュラー定着とはならなかったが、その才能をのぞかせ、リーガ制覇を経験した。

#### 2005-06シーズン

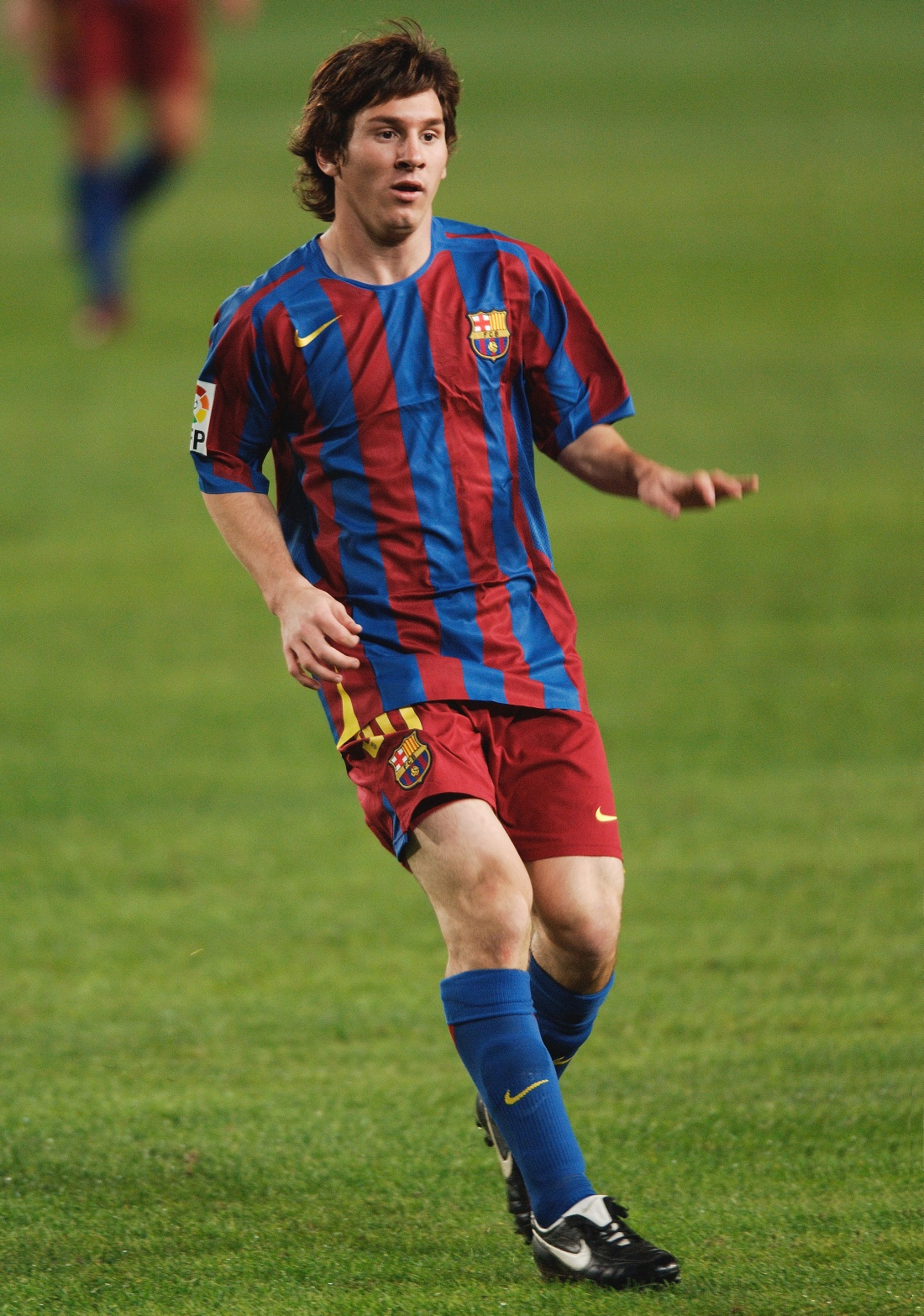
2005年のマラガ戦にて

バルセロナと2014年まで契約期間を延長し、スペインの市民権を得て臨んだ2005-06シーズン、リュドヴィク・ジュリとの右ウィングのポジション争い時において、ジュリを上回る活躍を披露。ワールドユースも含めた質の高いプレーが人々に認知され、イタリアのスポーツ紙Tuttosportが選ぶゴールデンボーイ賞（U-21欧州最優秀選手賞）にクリスティアーノ・ロナウドやウェイン・ルーニーを抑えて選出された。UEFAチャンピオンズリーグのチェルシーFC戦1stレグをはじめ、相手左サイドをしばしば混乱に陥れるビッグプレーを見せたが、チェルシー戦の2ndレグ中に右足の筋肉を故障し、その後のシーズンを棒に振った。リーガでは17試合、チャンピオンズリーグでは6試合の出場に終わったが、チームはリーガ、チャンピオンズリーグの二冠を達成した。

#### 2006-07シーズン

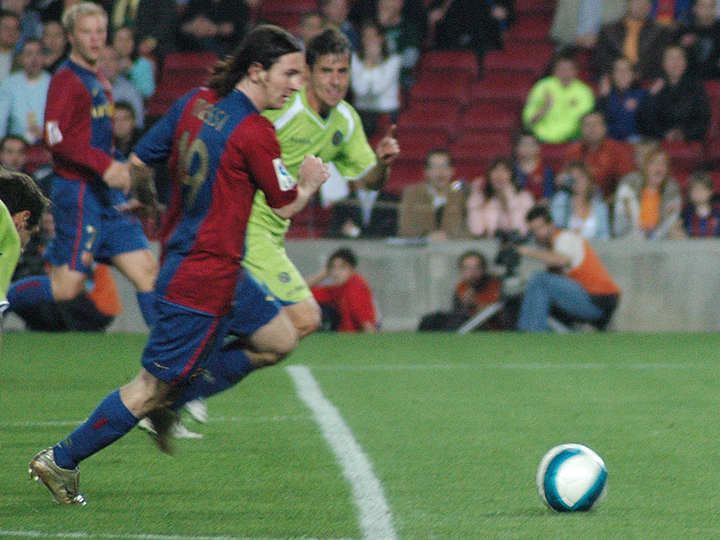
ヘタフェ戦でのメッシのゴールシーン

故障による欠場が目立ったものの、右サイドから切れ込むドリブルが冴え渡り数々の印象的なプレイを披露する。バルセロナ最大のライバルであるレアル・マドリードとのエル・クラシコでは自身初のハットトリックを達成（試合結果は3-3）し、スペイン国王杯準決勝1stレグ、ホームでのヘタフェ戦においては、センターサークル付近から5人をかわして得点を決めた。後者はアルゼンチンサッカー界の英雄ディエゴ・マラドーナの1986 FIFAワールドカップにおける伝説の5人抜きゴールとほぼ同じコースを辿った、同じ13回のタッチでのゴールであり、当時のリーガ最少失点チーム相手に繰り出した「マラドーナ2世」と呼ばれる彼の「後継者」たる所以を見せ付けたスーパープレーだった。第37節のエスパニョール戦では、マラドーナばりの「神の手」ゴールも記録した。チームはリーガ3連覇とチャンピオンズリーグ2連覇のどちらも達成できずに終わったが自身はリーグ、カップ合計で36試合に出場し17得点と奮闘した。

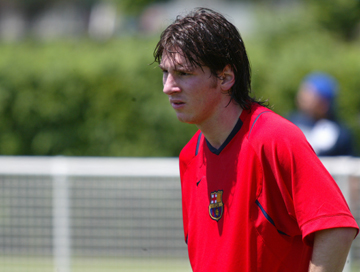
2006年8月、トレーニング中のメッシ

#### 2007-08シーズン
ジュリがローマに移籍したものの、プレミアリーグのアーセナルからフランス代表のエースストライカー、ティエリ・アンリがチームに加入し、サミュエル・エトー、ロナウジーニョにメッシと、4人のワールドクラスのFWを揃えた陣容は「ファンタスティック4」と呼ばれその圧倒的な攻撃力が期待されたが、アンリがチームのスタイルに合うまでに時間を擁し、エトーが負傷、ロナウジーニョが不調と、思うように攻撃陣が機能しない序盤戦、単独での突破から貴重なゴールを幾度となく決めチームを支え、欧州最優秀選手を選出するバロンドールではカカ、クリスティアーノ・ロナウドに次ぐ3位に選出された。

#### 2008-09シーズン 初の三冠達成

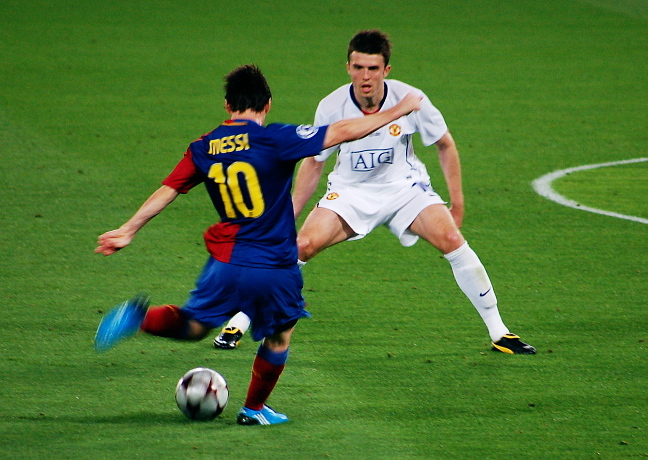
2008-09シーズンのチャンピオンズリーグ決勝のマンチェスター・ユナイテッド戦でプレーするメッシ

ACミランに移籍したロナウジーニョに代わって背番号10番を背負ってチームを牽引。これまで孤立しがちだった右サイドにダニエウ・アウヴェスという心強い相棒が加わったこともあって、前線のエトー、アンリと共にゴールを量産。初めて年間通して故障らしい故障もなく過ごし、チームはUEFAチャンピオンズリーグなどで優勝して三冠を達成。メッシは大会を通じて9得点を挙げ得点王となった。2008-09シーズンの総計38得点は、チーム得点王。リーガ第21節、ラシン・サンタンデール戦（エル・サルディネーロ）では、バルセロナのリーガ通算5000ゴール目を決めた。ラシン・サンタンデールは、リーガ初年度第1節（1929年2月12日、エル・サルディネーロ）でマヌエル・パレーラがバルセロナのリーガ初得点を記録した相手でもある。

#### 2009-10シーズン 初のバロンドール受賞
2009年12月1日にはアルゼンチン出身の選手としては3人目（4度目）となるバロンドールに選出された。12月のクラブワールドカップでは負傷した状態での参加となったが試合には間に合い、準決勝のアトランテFC戦では途中出場し、決勝点を挙げる。決勝のエストゥディアンテス戦では先発出場し、延長戦の末にダニエウ・アウヴェスのクロスを左胸につけられたバルセロナのエンブレムで押し込み決勝点を挙げ、バルセロナの優勝に貢献。メッシは大会選定のゴールデンボール賞（MVP）を受賞した。胸でボールを押し込んだことに関してメッシは「相手GKが体勢を崩していて強いシュートを打つ必要がなかったので、確実にボールを押し込むために胸を使った」と話した。12月21日にはアルゼンチン人としては初となるFIFA年間最優秀選手に選出された。2007年、2008年と2年連続で次点となっていたため、3度目の正直での受賞となった。
2010年1月16日のセビージャ戦で、バルセロナ通算100得点を史上最年少で達成した。3月6日のアルメリア戦で決勝点を挙げると、14日のバレンシア戦、21日のサラゴサ戦と2試合連続でハットトリックを達成するなど、バルセロナの得点を9連続で記録した。4月6日のチャンピオンズリーグ準々決勝・アーセナルとの2ndレグで、大会史上6人目となる1試合4得点を達成した。決勝トーナメントでの1試合4得点は史上初であり、この得点でチャンピオンズリーグ通算得点が25となり、リバウドを抜いてバルセロナ歴代1位となった。チャンピオンズリーグは準決勝で敗退し連覇を逃したものの、リーガではその後も得点を挙げ続け、バルセロナの連覇に貢献。メッシ自身は35試合に出場して34得点を挙げ、得点王、ヨーロッパ・ゴールデンシューに輝いた。リーグ34得点、シーズン公式戦通算47得点はロナウドと並び、バルセロナ最多タイ記録となった。

#### 2010-11シーズン ５度目のリーグ優勝 3度目のCL優勝
1stレグは敗北したが2ndレグのセビージャ戦ではハットトリックを達成し4-0で勝利し、シーズン最初のタイトルとなるスーペルコパ・デ・エスパーニャを獲得した。2010年11月29日に行われたクラシコでは、メッシがプレーメーカー的な役割に徹してバルセロナがジョゼ・モウリーニョ率いるレアル・マドリードに5-0の歴史的大勝を果たした。2011年1月10日、バルセロナの同僚でありワールドカップ優勝メンバーでもあるアンドレス・イニエスタとシャビ・エルナンデスを抑え、2年連続でバロンドールを受賞した。2年連続でバロンドールを受賞したのは史上6人目であり、複数回バロンドールを受賞するのは史上9人目の快挙である。バロンドールがFIFA最優秀選手賞と統合され、FIFAバロンドールとなってからは最初の受賞者となった。2011年2月5日、アトレティコマドリード戦で再びハットトリックを達成し、バルセロナのリーグ16連勝というリーガ記録の更新に貢献した。シーズン終盤、バルセロナは18日間で4つのクラシコを戦った。4月16日のリーグ戦はメッシのPKゴールで引き分けに終わった。マドリードで行われたチャンピオンズリーグ準決勝の1stレグで2ゴールをマークし、2点目に関してはレアルマドリードの3選手を抜き去るドリブルで、大会史上最高のゴールの一つと評価されている。2ndレグは引き分けでバルセロナにチャンピオンズリーグ決勝進出をもたらし、5月28日、2年前に続きマンチェスターユナイテッドとの決勝でもゴールを決めて、ウェンブリーでマン・オブ・ザ・マッチを獲得する活躍を見せた。シーズンを通して12ゴールを記録して3年連続でCL得点王となった。シーズンを通してリーグ戦31ゴール18アシストを記録しアシスト王になり、チームのリーガ3連覇に貢献。公式戦では53ゴールを挙げてバルセロナの歴代単独トップスコアラーとなり、公式戦50ゴール以上を記録したスペインサッカー界初の選手となった
2010年のクラブでの活躍により、バロンドールとFIFA世界最優秀選手賞を統合した第1回FIFAバロンドールを受賞した。チャンピオンズリーグではルート・ファン・ニステルローイと並び大会史上最多タイとなる12得点を挙げ、3季連続の得点王を獲得。バルセロナの2シーズンぶりの優勝に貢献した。2011年8月25日には新たに設立されたUEFA欧州最優秀選手賞の初代受賞者に選出された。

#### 2011-12シーズン 記録破り

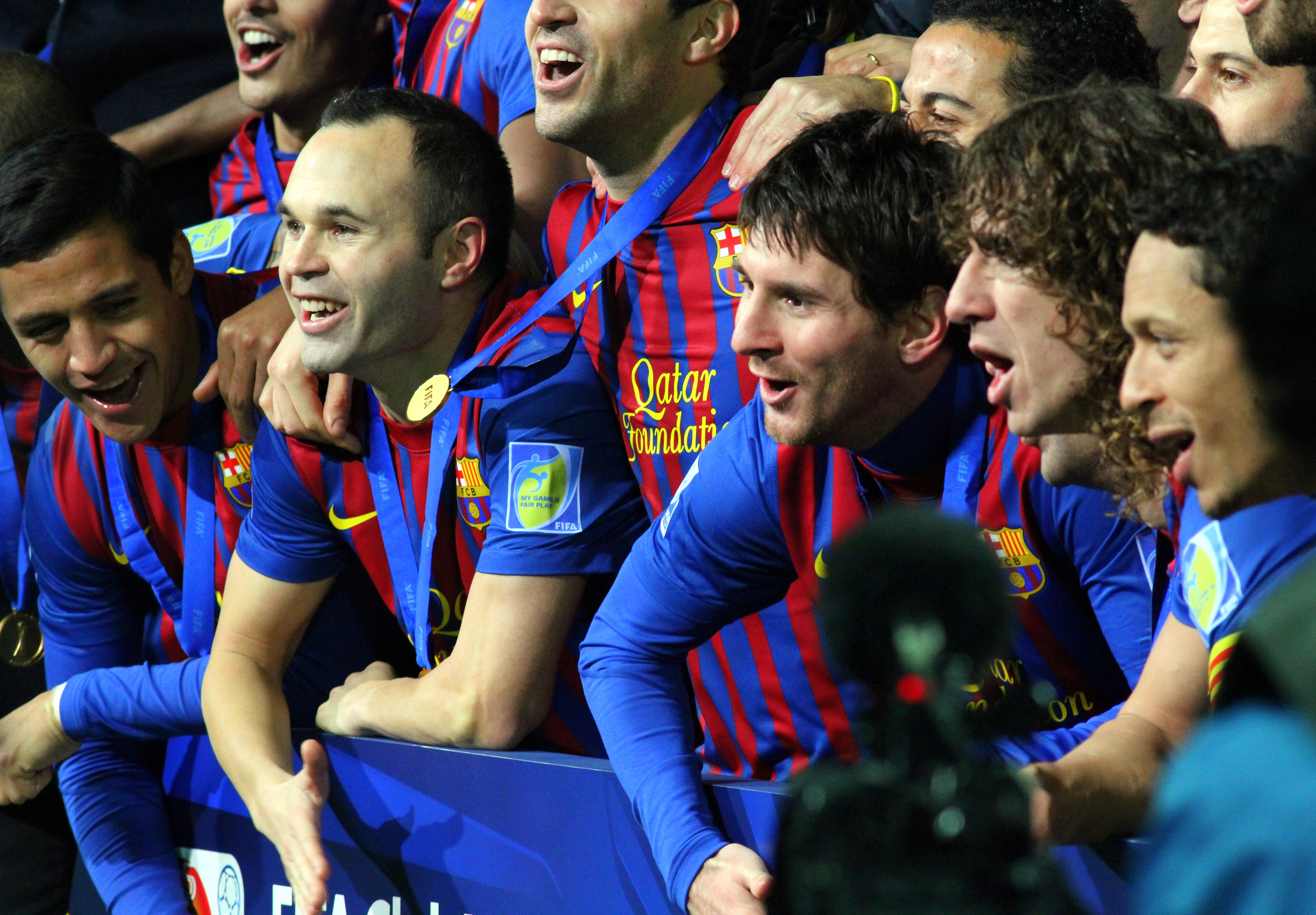
FIFAクラブワールドカップで優勝したことをチームメートと共に祝うメッシ

開幕から得点を量産し、2011年9月28日のチャンピオンズリーグ・BATEボリソフ戦で2得点を挙げ、ラディスラオ・クバラと並びクラブ史上2位タイとなる公式戦通算194得点とすると、10月25日のラシン・サンタンデール戦で2得点を挙げ、単独2位となった。2011年12月18日に日本で開催されたFIFAクラブワールドカップ決勝のサントスFC戦ではブラジルの新星ネイマールとのエース対決に注目が集まったが、試合は終始バルセロナがサントスを圧倒し、4-0のスコアで勝利した。自身も2得点を挙げその内の1点は左足のアウトサイドでボールを浮かし相手GKを交わして決めるテクニックをみせた。その活躍もあり大会MVPに選ばれ、チームの2年ぶり2度目の大会制覇に貢献した。
2012年1月9日にはFIFAバロンドール男性部門の最優秀選手賞を受賞。3度目の受賞は史上4人目、3年連続での受賞はミシェル・プラティニに次ぐ史上2人目の快挙となった。2012年2月14日のチャンピオンズリーグ決勝トーナメント1回戦1stレグのバイエル・レバークーゼン戦で1得点を挙げ、チャンピオンズリーグ決勝トーナメント通算得点数を19とし、ラウル・ゴンサレスとアンドリー・シェフチェンコを抜き歴代単独最多となった。2月19日のバレンシア戦では自身のリーガ通算200試合出場を、4得点を挙げて祝った。同月26日のアトレティコ・マドリード戦では決勝点を挙げたもののハンドリングでシーズン5回目の警告を受け、自身初の累積警告による出場停止処分を受けた。3月7日のレヴァークーゼン戦2ndレグではチャンピオンズリーグ史上初となる1試合5得点を達成し、バルセロナの大勝に貢献した。3月20日のグラナダ戦でハットトリックを達成してバルセロナでの公式戦通算得点数を234とし、セサル・ロドリゲス・アルバレスの持つ記録を更新し歴代トップとなった。3月24日のリーガ第30節のマジョルカ戦で自己最多となるシーズン35得点目を挙げ、8節を残してロナウドの持つリーガでのシーズン通算得点のクラブ記録を更新した。4月3日のチャンピオンズリーグ準々決勝2ndレグ、ACミラン戦で2得点を挙げチャンピオンズリーグでのシーズン通算得点を14とし、昨年の自身の記録を更新して大会最多得点記録を樹立した。4月7日のリーガ第32節のサラゴサ戦で2得点を挙げ、1972-73シーズンのゲルト・ミュラー以来39シーズンぶりとなる、1シーズン公式戦通算60得点を達成した。5月2日のリーガ第20節延期分のマラガ戦で3得点し、これでシーズン公式戦68得点とし、ゲルト・ミュラーの持つシーズン公式戦最多得点記録(67得点)を更新、ホーム最終戦となるリーガ第37節のエスパニョール戦では1試合4得点を記録、リーガ37試合目で史上最多得点記録となる50得点目を挙げ、1976-77シーズンにディナモ・ブカレストのドゥドゥ・ゲオルゲスクが記録した欧州リーグシーズン得点記録（47得点）を35年ぶりに更新した。リーガ、チャンピオンズリーグの両方で得点王を獲得、チャンピオンズリーグでは史上初の4シーズン連続得点王となった。このシーズンは最終的に前人未踏となる公式戦60試合73ゴール29アシストを記録した

#### 2012-13シーズン 年間最多得点記録更新

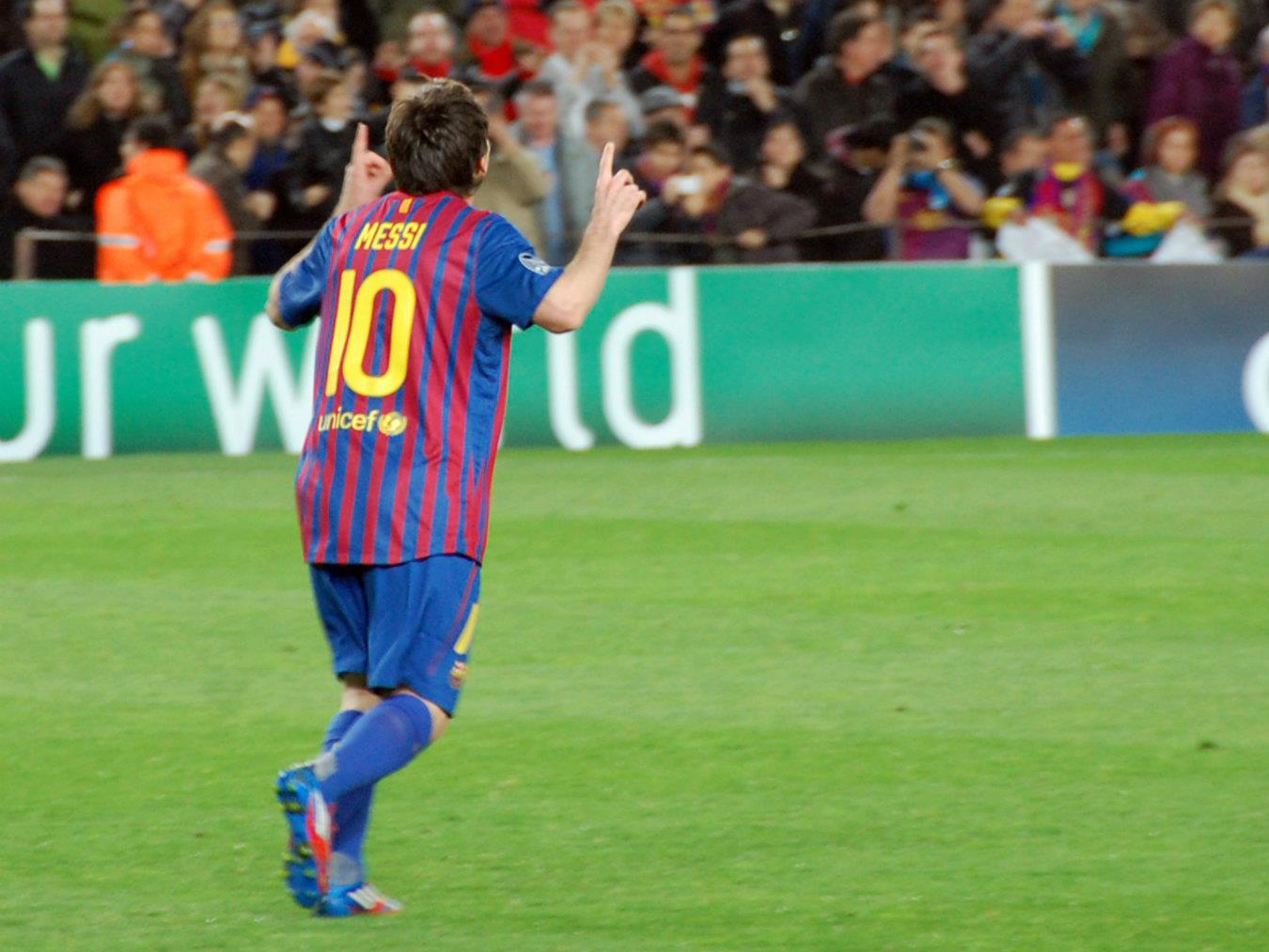
バイエル・レバークーゼン戦でチャンピオンズリーグ史上初となる5得点を挙げたメッシ

2012年12月9日、リーガ第15節のベティス戦では2得点を挙げてゲルト・ミュラーの年間ゴール記録（85得点）を40年ぶりに更新し、最終的に年間91得点を記録した。
2013年1月7日、クリスティアーノ・ロナウドとアンドレス・イニエスタを抑え、バロンドールを4年連続で受賞。4年連続4度目の受賞は共に史上初である。
2013年1月27日のリーガ第20節のオサスナ戦では4得点を決めてリーガ200得点を史上最年少（25歳217日）で達成し、テルモ・サラの持つ記録（29歳352日）を大幅に更新した。3月9日のリーガ第27節のデポルティーボ・ラ・コルーニャ戦では第11節のマヨルカ戦から続く17戦連続27得点を達成。その後、第29節から3試合負傷欠場するも復帰後は再び得点を続け、最終的に21戦連続33得点を記録しリーグ戦における史上最多連続得点を記録した。また、この記録によってプリメーラ・ディビシオンのバルセロナ以外の全19チームから得点を奪い、なおかつ得点を途切れさせずにリーグ戦を半周するという史上初の快挙を達成した。シーズン終盤は負傷欠場の影響もあり記録更新はならなかったものの、リーガ46得点、公式戦60得点を挙げ2年連続得点王に輝いた。また、これによって3度目の欧州得点王となり、ヨーロッパ・ゴールデンシューの単独最多受賞者となった。チャンピオンズリーグでは1回戦2ndレグのACミラン戦で2得点を決めてチームの逆転勝利に貢献するも、パリ・サンジェルマン戦の1stレグで右足ハムストリングを負傷。2ndレグでは途中出場となり、こちらも逆転勝利に貢献した。準決勝でのバイエルン・ミュンヘン戦では1stレグには出場を果たしたものの、2ndレグでは出場機会はなく、ベンチからチームの敗退を見届けることとなった。

#### 2013-14シーズン 度重なるケガ

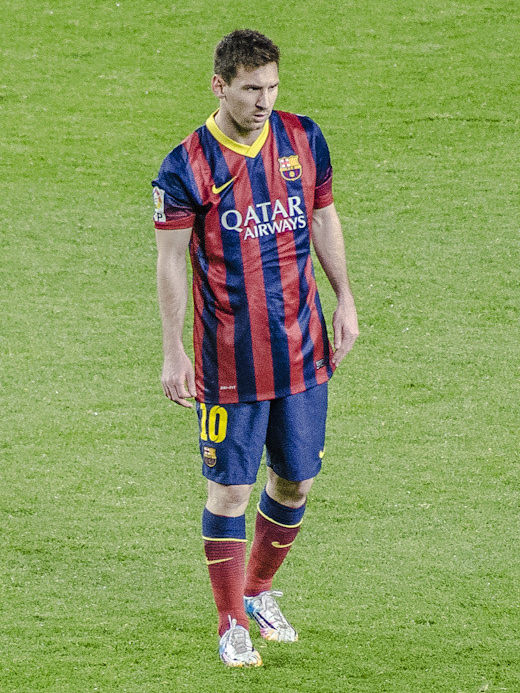
2014年3月、アルメリア戦でのメッシ

開幕当初から度重なる負傷に悩まされ、11月10日のベティス戦では左足大腿の肉離れを起こし、1ヶ月半以上の離脱を強いられることとなった。2014年3月16日のオサスナ戦ではハットトリックを達成して親善試合＆公式戦含めて通算371得点を記録、これによってパウリーノ・アルカンタラの記録を87年ぶりに更新しバルセロナ歴代最多得点者となった。続く3月23日のレアル・マドリード戦でもハットトリックを達成してエル・クラシコでの通算得点を21とし、アルフレッド・ディ・ステファノを抜いてクラシコ単独最多得点者となった。

#### 2014-15シーズン 2度目の三冠達成

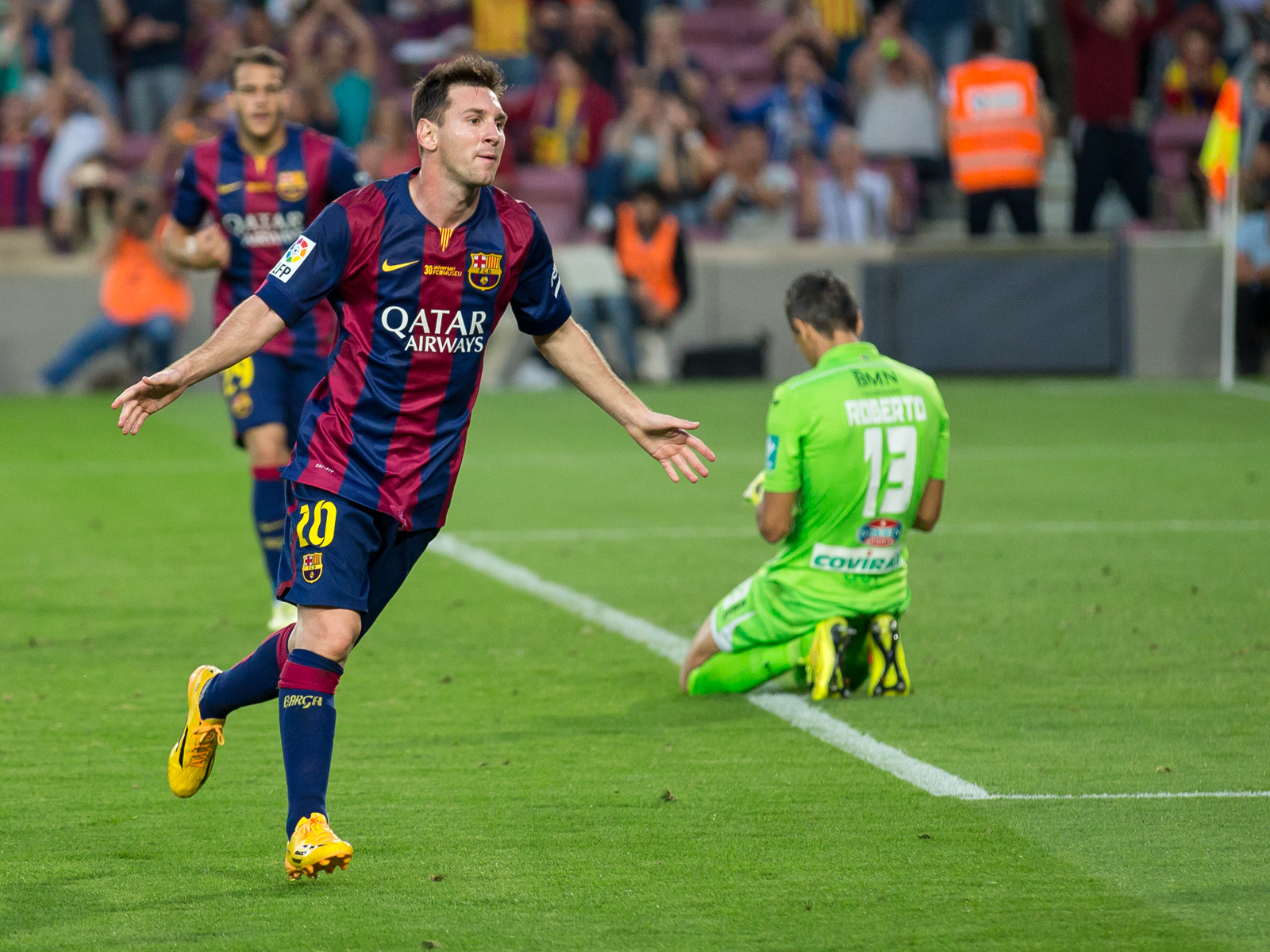
2014年9月、グラナダ戦でゴールを決めセレブレーションするメッシ

新監督ルイス・エンリケの下ほぼ怪我なくシーズンをスタートさせ、年末にかけて記録更新を連発。2014年9月27日のグラナダ戦では2得点を決め、クラブ、代表合わせて公式戦通算400ゴールを達成した。11月22日のセビージャ戦ではハットトリックを達成してリーガ通算253得点を記録しテルモ・サラを抜いてリーガ最多得点記録者となった。11月25日のチャンピオンズリーグGS、APOEL戦では2試合連続、CLでは5度目のハットトリックによってラウル・ゴンサレスの71得点を抜いてCL累計74得点を記録し、CL歴代最多得点者となった。12月7日のエスパニョールとのダービーマッチでは再びハットトリックを達成して、エスパニョール相手としては通算12得点目、セサル・ロドリゲスの記録を更新しバルセロナダービの史上最多得点者となった。また親善試合と公式戦含めてクラブ通算400ゴールを達成した。2015年初め、バルセロナはまたもや不本意なシーズンに終わると思われ、メディアによってメッシがクラブを去るのではないかという憶測が再び広がっていた。転機となったのは、1月11日のアトレティコ・マドリード戦での3対1での勝利。「MSN」と呼ばれるメッシ、ルイス・スアレス、ネイマールのトリデンテがそれぞれ得点し、シーズン成功への幕開けとなった。シーズン後半からはルイス・スアレスの影響もあり、今までの中央の起用からかつてのように右ウィングで起用されることが多くなった。メッシの58ゴールを含め、シーズン終了時点で「MSNトリオ」はスペインサッカー界全人未踏のシーズン公式戦122ゴールを記録した
2015年3月8日のラージョ・バジェカーノ戦では公式戦32回目（リーガでは24回目）のハットトリックを達成し、テルモ・サラが保持していたスペインサッカー界、およびC.ロナウドが保持していたリーガでのハットトリック最多記録を更新した。また11分間でのハットトリック達成は自身最速記録となった。2月15日のレバンテ戦ではリーガ通算106アシスト目およびハットトリックを達成した。リーガではシーズンを通して18アシストを記録、通算2度目のアシスト王を獲得するとともにルイス・フィーゴが保持していたリーガ通算アシスト記録も更新した。4月18日のバレンシア戦ではバルセロナでの公式戦通算400ゴールを達成した。チャンピオンズリーグ準決勝ではかつての恩師、ジョゼップ・グアルディオラ率いる、バイエルン・ミュンヘンと対戦し、2ゴールを挙げ、前日にクリスティアーノ・ロナウドに抜かれたCL通算得点を77点とし、再びトップに立ち、決勝進出に貢献した。リーグ戦では5月17日のアトレティコ・マドリード戦、コパ・デル・レイでは決勝のアスレティック・ビルバオ戦でいずれも先制点を決め、 チャンピオンズリーグ決勝のユヴェントス戦では決勝点につながるシュートを打ちチームの史上初の2度目三冠達成に大きく貢献した。チャンピオンズリーグではネイマール、クリスティアーノ・ロナウドと並びCL得点王に輝いた。特にコパ・デル・レイ決勝のハーフウェイライン付近でボールを受けて、4人の選手を抜き、キーパーをフェイントでかわし、ニアポストの狭いスペースに決めた先制ゴールはキャリアで最も素晴らしいゴールの一つと評価されている。

#### 2015-16シーズン 5度目のバロンドール受賞

2015 UEFAスーパーカップでセビージャのエベル・バネガを抑えるメッシ

2015年8月27日にはUEFA欧州最優秀選手賞を54票中49票（得票率90.7%）と圧倒的な票を集めて史上初となる2度目の受賞を果たした。FIFAクラブワールドカップでは決勝のリーベル・プレート戦で先制点を挙げてチームの5冠達成に貢献し、2015年を出場した6大会全てで得点して締めくくった。1月11日にはクリスティアーノ・ロナウドとチームメートのネイマールを抑えて5度目のバロンドール受賞を達成し、バロンドールの受賞記録をさらに更新した。2月3日のバレンシア戦では34度目のハットトリックを達成し、キャリア通算500ゴールを記録した。同17日のスポルティング・ヒホン戦では2ゴールを決めリーガ通算300ゴールを達成した。

#### 2016-17シーズン 通算500ゴール到達

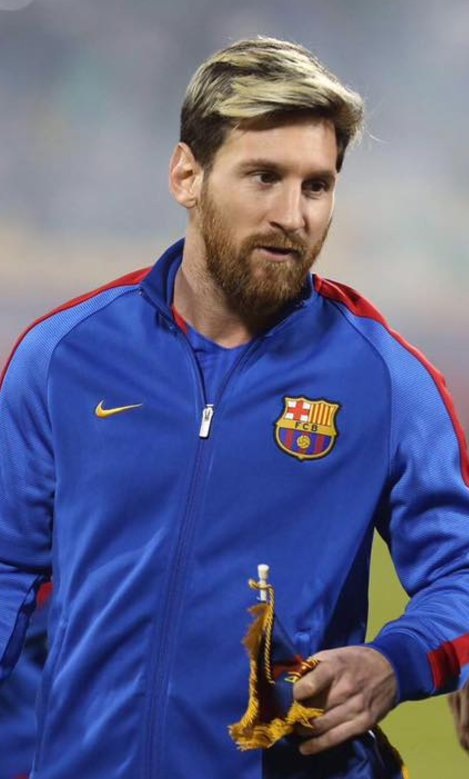
2016年12月にカタールのドーハで行われたアル・アハリSCとの親善試合前のメッシ

10月19日のチャンピオンズリーグ、マンチェスター・シティ戦ではチャンピオンズリーグ単独最多の7度目のハットトリックを達成した。11月6日のリーグ11節セビージャ戦ではクラブ通算500ゴールを達成した。2017年3月19日のバレンシア戦では2ゴールを決め、8シーズン連続リーグ戦25ゴール、および公式戦40ゴール越えを達成した。4月23日、レアル・マドリードとのエル・クラシコでは決勝点を含む2ゴールを決めてクラブでの公式戦通算500ゴールを達成した。
2017年7月5日、バルセロナと当時スポーツ史上最高額となる4年総額705億円の契約を結んだ。これにより税控除後の年俸は4000万ユーロになるとのことである。

#### 2017-18シーズン CL通算100ゴール 5度目の欧州得点王
2017年10月1日、ラス・パルマス戦に出場し、公式戦594試合出場を果たした。これによりカルレス・プジョルの記録を上回って、クラブ歴代3位の出場回数となった。10月18日、UEFAチャンピオンズリーグ・グループステージのオリンピアコス戦で欧州カップ戦通算100ゴールを達成した。11月1日にリーガのセビージャ戦に出場し公式戦600試合出場を果たした。2018年3月14日に行われたUEFAチャンピオンズリーグ決勝トーナメント1回戦第2戦のチェルシー戦では2ゴールを決め欧州CL通算100ゴールを史上最速（123試合）で達成した。2018年5月にキャプテンであったイニエスタが退団したことで、メッシは次のシーズンにチームの新キャプテンに選ばれた。

#### 2018-19シーズン 10度目のリーグ優勝 6度目の欧州得点王
2018年8月12日、スペールコパでセビージャを2-1で下し、バルセロナのキャプテンになってから初めてタイトルを獲得した。 これによりバルセロナでの自身のタイトル獲得数が33個になり並んでいたイニエスタを抜き単独でチーム歴代最多記録となった。チャンピオンズリーググループステージ第1節PSV戦でハットトリック (直接FK1本を含む) を達成した。10月20日、メッシはセビージャ戦でゴールとアシストをそれぞれ決めていたが26分に右腕から激しく転倒し負傷退場を余儀なくされた。検査の結果、橈骨の骨折と診断され3週間の欠場を余儀なくされた。12月16日、アウェイのレバンテUD戦で2アシストと2018年50ゴール目と同時に自身通算43回目であるハットトリックを決めた。2019年1月13日、リーガ出場435試合目のホームのエイバル戦でリーガ400ゴール目を挙げチームも3-0で勝利した。そしてメッシは欧州5大リーグにおいて1つのリーグだけで400ゴールを決めた最初の選手となった。2019年1月17日、国王杯5回戦2ndレグのレバンテ戦でデンベレの2ゴールをアシストし自身もゴールを決めチームの準々決勝進出に貢献した。レバンテ戦で決めたこのゴールは国王杯での通算49ゴール目でありバルセロナにおける国王杯でのゴール数でラディスラオ・クバラと並んで歴代2位に浮上した。1月30日、国王杯準々決勝2ndレグのセビージャ戦では国王杯通算50ゴール目を決めクバラのゴール記録を抜きバルセロナにおける国王杯得点数で歴代単独2位に浮上した。2月2日、リーガのバレンシア戦でチームの2点目をPKで決めた。このPKでのゴールによってクリスティアーノ・ロナウド、ウーゴ・サンチェスに続いてリーガにおいてPKで50ゴールを決めた3人目の選手となった。2月23日、アウェイのセビージャ戦でキャリア通算650ゴールを決めるとともに通算50回目のハットトリックを達成した。3月17日、アウェイのレアル・ベティス戦で相手サポータからの喝采を浴びたループゴールを含むキャリア通算51回目のハットトリックを達成した。4月16日、チャンピオンズリーグ準々決勝2ndレグのマンチェスター・ユナイテッド戦で2ゴールを挙げチームの準決勝進出に貢献した。4月27日、レバンテ戦では途中出場から決勝点となるゴールを挙げその試合での勝利により自身10回目となるリーガ優勝が確定した。2019年5月2日、チャンピオンズリーグ準決勝1stレグのリヴァプール戦でクラブ通算600ゴールとなるFKゴールを含む2ゴールを決めた。しかしその後の2ndレグで4-0の大敗を喫しチャンピオンズリーグで2年連続の逆転負けを味わうこととなった。5月19日、ホームで行われたリーガ最終節となるエイバル戦でチームは2-2のドローに終わったが自身は2ゴールを決めリーガ通算34試合36ゴールの成績でテルモ・サラと並ぶ史上最多6度目のリーガ得点王になり同じく史上最多6度目のピチーチを受賞することが決定した。

#### 2019-20シーズン 史上最多6度目のバロンドール受賞

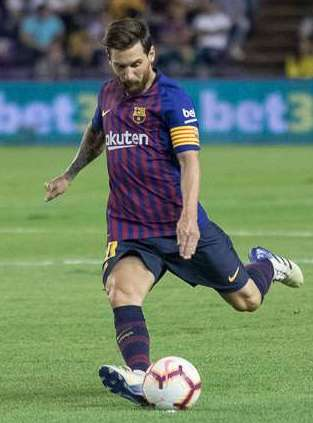
2018年8月のレアル・バリャドリード戦でフリーキックを蹴るメッシ

2019年8月5日、チームに合流直後に右足のヒラメ筋を痛めたため、プレシーズンのアメリカ遠征を欠場すると、怪我の再発防止の為に開幕戦も欠場した。9月2日、ザ・ベスト・FIFAフットボールアウォーズ2019で男子年間最優秀選手賞を受賞した。受賞はバロンドール時代も含めて6度目となり、C・ロナウドをふたたび抜いて歴代最多記録を更新した。9月17日、シーズン初出場を果たすと、10月6日、ホームのセビージャ戦にてフリーキックでシーズン初ゴールを決めた。これはリーガでの420ゴール目となり、クリスティアーノ・ロナウドの持つ欧州5大リーグでの最多419ゴールという記録を更新した。第23節、ベティス戦ではチームの全てのゴールをアシストし3-2での勝利を引き寄せた。6年振りに6試合ノーゴールが続いたが、第25節のエイバル戦では一人で4ゴールを決めた。6月14日、アウェイのマジョルカ戦でゴールを決め、リーガで史上初めて12シーズン連続で20ゴールを記録した選手となった。33節のアトレティコ・マドリード戦でPKによるゴールを決め、通算700ゴールを達成した。7月5日のビジャレアル戦で2つのアシストを記録し、リーグ戦におけるシーズンの通算アシストを19とし、これまでの自己最高記録であった18アシスト(2010-11、2011-12、2014-15シーズンに記録)を更新した。個人としてはトータル25ゴールを決め、7度目のリーガ得点王になり、同じくテルモ・サラの最多記録を抜き史上最多7回目のピチーチ賞を獲得、またこれまでシャビ・エルナンデスが持っていたラ・リーガの最多アシスト記録である20アシストを更新、21アシストを決め、アシスト王も獲得した。リーグ戦での20ゴール20アシスト達成はラ・リーガ史上初、欧州5大リーグを含めても2002-03シーズンのティエリ・アンリ以来、21世紀では2人目の快挙である。しかし、チームは3年ぶりにリーグ優勝を逃し、チャンピオンズリーグでは準々決勝でバイエルン・ミュンヘン相手に2-8で大敗を喫し、12年ぶりに無冠でシーズンを終えた。

#### 2020-21シーズン バルセロナでの最後のシーズン
2020年8月25日、「スアレスに対するフロントの態度など、クラブに対して不信感が増したメッシが、バルセロナに退団の意思を表明するブロファックスを送った」と報道され、間もなくクラブも事実を認めた。このニュースは全世界に衝撃を持って伝えられた。メッシ側は、「2021年6月まで契約が残っているものの、現在の契約には契約解除金が無効となり、フリー移籍できるようになるという条項が含まれており、行使できる期限は過ぎているが、新型コロナウイルスの影響でリーグが中断された時期があったため、まだ有効である」と主張した。これに対して、バルセロナ側は「契約の有効期限は過ぎており、メッシが退団するのには、7億ユーロの契約解除金が払われたときのみ」だと主張し、両者の言い分が食い違った。8月30日、ラ・リーガが声明を発表し「メッシとバルセロナとの契約は現在も有効であり、契約に定められた違約金が支払われない場合は、移籍証明書は発行しない」として、バルセロナ側を支持した。メッシは、8月30日に行われた新型コロナウイルス検査を無断欠席し、翌31日の練習にも姿を見せなかった。9月4日、メッシの父で、代理人のホルヘ・メッシは、ラ・リーガの声明に対し、「根拠が不明で、解釈が間違いである」と声明を発表。すぐに、ラ・リーガ側も反論するなど、事態は泥沼化の様相を呈したかと思われたが、その夜、メッシは、「Goal.com」のインタビューで、バルセロナに残留することを発表した。インタビューの中メッシは、「1年を通してジョゼップ・マリア・バルトメウ会長に、退団の意思を告げていた」こと、「会長は、シーズン終了後に退団か残留かをメッシ自身が決められると言っていたが、その言葉は守られなかった」こと、「会長に、7億ユーロの契約解除金を払うだけが退団する唯一の方法だと言われた」こと、「移籍する唯一の方法がバルセロナと裁判で戦うことだったが、愛するクラブを相手取って法廷に立つなんて、絶対に考えられない」ことなど、残留を決めた理由、バルセロナへの思いなどを語った。9月7日、残留発表後初めて練習場に姿を見せた。
2020年12月23日、レアル・バリャドリード戦で決めた得点がクラブ通算644得点目となり、ペレが記録した同一クラブでの世界最多得点記録を更新した。2021年1月17日、スーペルコパ決勝のアスレティック・ビルバオ戦で延長後半アディショナルタイムにボールに関係のないところで相手MFアシエル・ビジャリブレを後ろから殴り倒し、バルセロナで初めて一発レッドで退場処分となった。2月1日、エル・ムンド紙はメッシとバルセロナの間で2017年に結ばれた契約書のコピーの一部を公開し、 4年間の年俸総額が5億5500万ユーロ（約705億円）に上ると報じられた。 1月にバルセロナの負債額が11億7300万ユーロ（約1466億2500万円）に膨れ上がっており、短期的な債務は７億3000万ユーロ（約912億5000万円）に達していることが大きく報じられており、このリークは「バルサを破滅させるメッシの豪勢な契約」の見出しで大々的に報じられた。3月10日、チャンピオンズリーグ・ベスト16のパリ・サンジェルマン戦2ndレグで、欧州CL通算120点目を決め、クリスティーアーノ・ロナウドより1試合少ない149試合目で達成した。しかし、チームは2戦合計2-5で敗れ敗退、クリスティアーノ・ロナウドのユヴェントスもポルトに敗れ、2人が準々決勝で不在となるのは2004-05シーズン以来、16シーズンぶりとなった。

### パリ・サンジェルマンFC

#### 2021-22シーズン PSG入団 7度目のバロンドール受賞
2021年6月30日、契約期間内の契約延長・更新はされなかったため現行の契約が満了した。コパ・アメリカ2021閉幕後は再契約締結に向けた動きがあり8月4日には合意寸前と報じられたが、5日にFCバルセロナより、選手とクラブの双方が新契約に合意に達したものの経済的及び構造的原因により新契約締結が出来なくなったことが発表された。これにより下部組織時代から20年所属したFCバルセロナからの退団が決まった。8月8日にはカンプ・ノウで退団会見が執り行われ、残留を希望していただけに涙ながらにバルサ時代を総括し、感謝の意を伝えた。

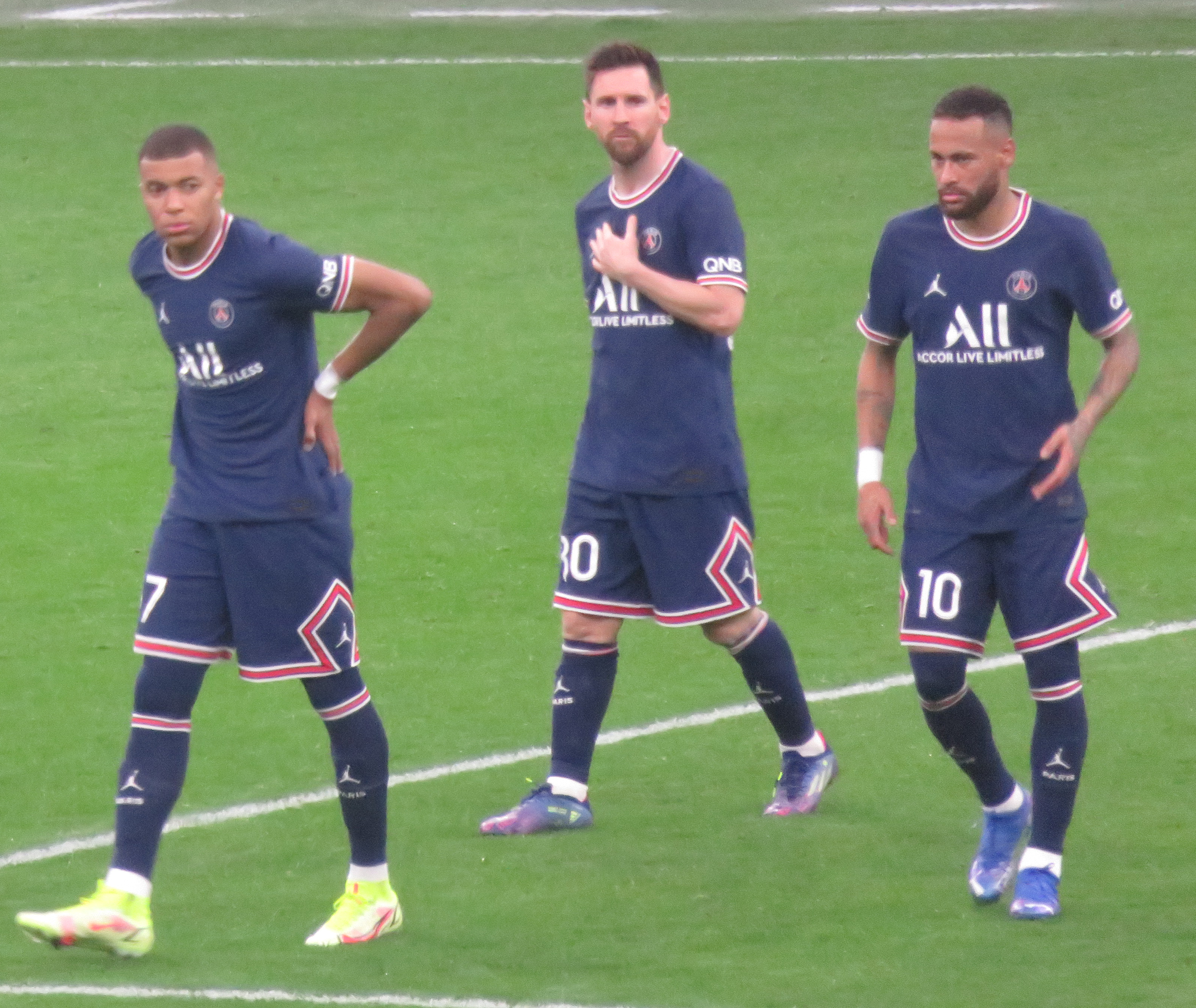
メッシ(中央)とチームメイトのエムバペとネイマール

2021年8月10日、パリ・サンジェルマンFCと2年契約（3年目のオプション付き）を締結した。背番号はバルセロナのトップデビュー時と同じ30番。8月29日、リーグアンのランス戦で後半から交代出場し、PSGデビューを果たした。9月15日、アウェイでのクラブ・ブルージュ戦で先発出場し、チャンピオンズリーグデビューも果たした。その4日後にはリヨン戦でホームであるパルク・デ・プランスでデビューを果たした。9月28日、チャンピオンズリーグのグループステージで、ペップ・グアルディオラ率いるマンチェスターシティ戦でゴールを決め、クラブでの初得点を決めた。11月21日、ナント戦でリーグアン初ゴールを挙げた。11月28日、サンテティエンヌ戦では自身5回目となるアシストハットトリックを達成した。11月29日、クラブと代表合わせて年間40ゴールを挙げ、2021年のコパアメリカでアルゼンチンの優勝に貢献したメッシは史上最多7度目のバロンドールを受賞した。2022年4月23日、第34節のRCランス戦では得点をきめてチームの2年ぶりとなるリーグ優勝に貢献した。

#### 2022-23シーズン

##### 8度目のバロンドール受賞
新シーズンの開幕戦、トロフェ・デ・シャンピオンのナント戦で先制点をあげ、マンオブザマッチに選出。PSGの4-0の勝利に貢献してクラブで2個目のトロフィーを手にした。10月5日、チャンピオンズリーグのベンフィカ戦でゴールを決め、メッシにとってベンフィカがCL史上最多となる40クラブ目にゴールを決めたチームとなった。2023年2月19日、リール戦では試合終了直前に逆転ゴールとなるフリーキックを決めチームの勝利に貢献した。2月26日、マルセイユとのダービー戦であるル・クラスィクでエムバぺへの2アシストに加えて1ゴールを記録、このゴールでクラブキャリア通算700ゴールを達成した。2月27日、パリで行われたFIFAフットボールアウォーズにて16年連続史上最多16度目のFIFA FIFPro男子ワールドイレブンに選出された。さらに男子最優秀選手賞も受賞し表彰形式が"The Best"になってからは最多タイの2度目、FIFA最優秀選手賞としては史上最多の7度目の受賞となった。リーグ戦16得点16アシストで、アシスト王と年間ベストイレブンを受賞した。3月23日、親善試合のパナマ戦でFKゴールを決めて通算800ゴールを達成した。

### インテル・マイアミCF

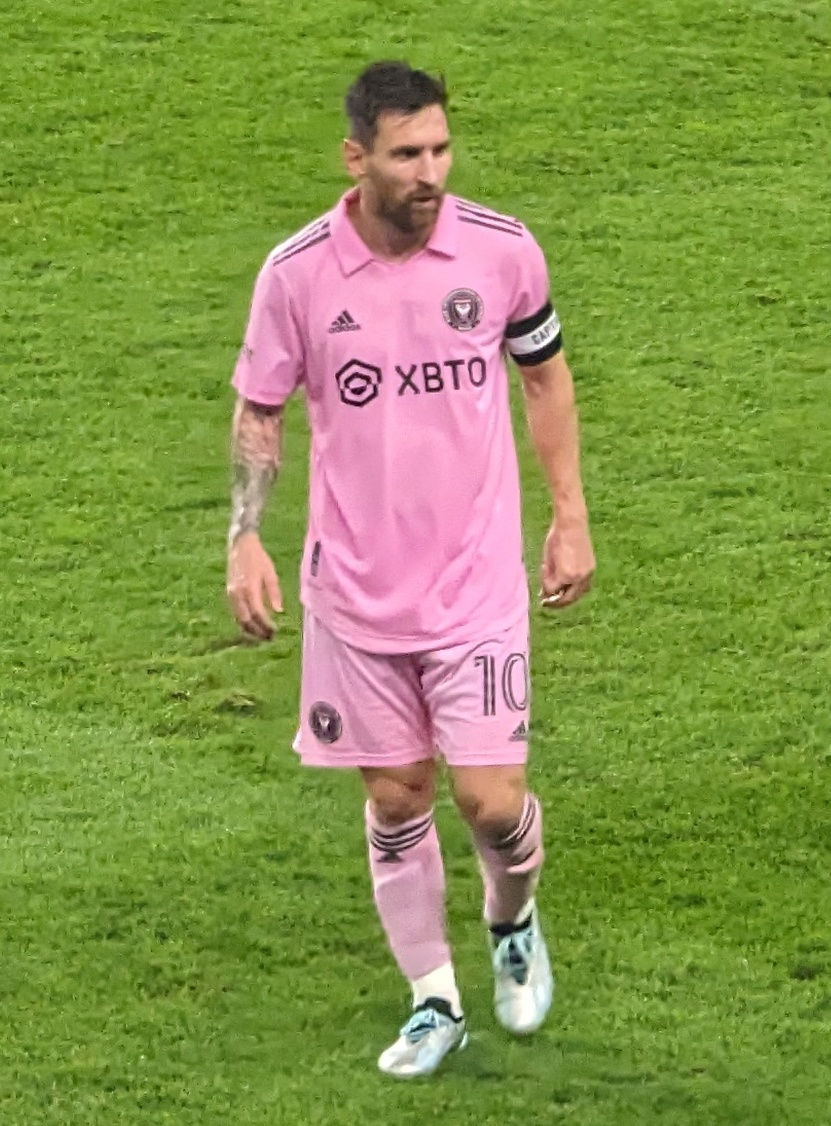
USオープンカップでのメッシ（2023年）

2023年6月7日、インテル・マイアミCFはメッシとの契約合意を発表した。7月15日、正式に2年半契約での加入が発表された。背番号は10番を着用する。リーグ戦では6試合出場で1得点2アシストと大きなインパクトはなかったが、リーグカップ戦では7試合出場10ゴール1アシストでクラブ史上初のタイトル獲得に貢献した。このシーズンのクラブの年間MVPに選出された。
10月30日にはワールドカップ優勝に大きく貢献したことが高く評価され、8回目のバロンドールを受賞した。
2024年シーズン、公式戦12試合出場時点で12得点13アシストという記録的な活躍で、カルロス・ベラが保持していた開幕からの25得点に直接関与した歴代最速記録(18試合)を塗り替えた。最終節では途中出場から10分間でハットトリックを決め勝利に貢献、リーグ戦を19試合出場20ゴール10アシストという大活躍で終えた。また、クラブはリーグ史上最多勝ち点を記録した。2025年に開催されるクラブW杯初参戦も決定した。
2025年シーズン、第22節には1人だけでドリブルで相手守備陣4人を切り裂きスーパーゴールを決めた。

## 代表経歴

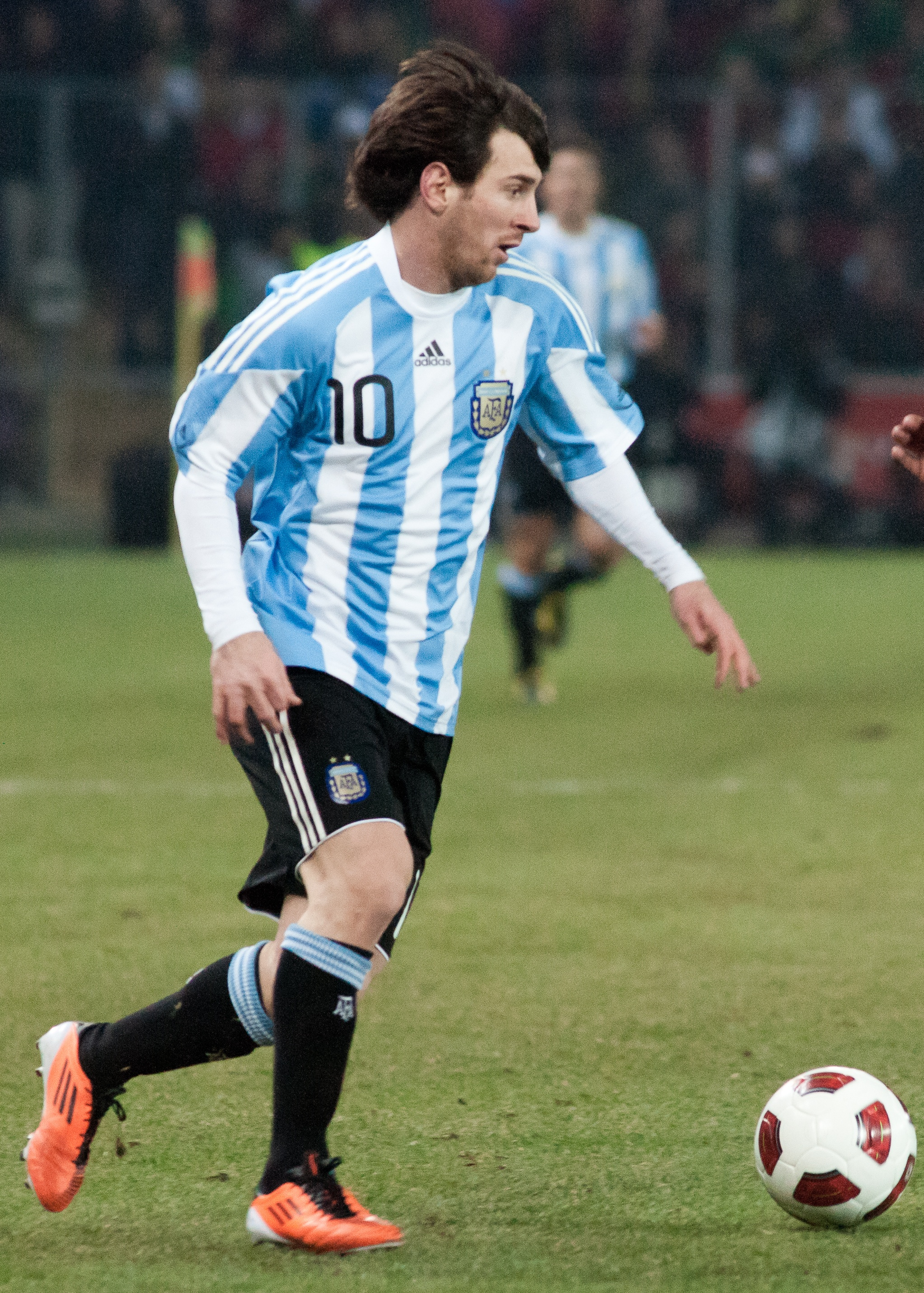
アルゼンチン代表でプレーするメッシ

2005年6-7月にオランダで開催されたFIFAワールドユース選手権にアルゼンチン代表として参加し、エースとしてチームを牽引した。決勝のナイジェリア戦では自身がドリブルを仕掛け獲得したPKから先制点を、セルヒオ・アグエロが獲得したPKから同点にされた後の勝ち越しゴールを決め、優勝に大きく貢献。大会を通じて6得点、得点王と最優秀選手を獲得する大活躍を見せた。この活躍がフル代表監督ホセ・ペケルマンの目に止まり、同年8月17日のハンガリー戦でフル代表デビューを果たした。この試合では63分に途中出場したものの、そのわずか40秒後に相手選手に肘打ちを入れレッドカードを受け、涙を流しながら退場というほろ苦いデビューであった。
2006年夏にドイツで開催された2006 FIFAワールドカップでは怪我の回復が危惧されたが、プレイ可能な状態にまで回復し、代表に選出された。レギュラーとしての出場ではなかったが、グループステージのセルビア・モンテネグロ戦にて、W杯でのアルゼンチン代表の最年少出場、最年少アシスト、最年少得点を記録する活躍をみせ、死のグループとも形容されたグループCの突破に貢献した。しかし、チームは準々決勝で開催国ドイツに敗れた。
2007年夏に母国アルゼンチンで開催されたFIFA U-20ワールドカップには出場資格を持っていたものの、既にフル代表に定着していた自身は辞退、フル代表が臨むコパ・アメリカ2007へ出場した。レギュラーを徐々に手繰り寄せていた彼は、準々決勝のペルー戦、準決勝のメキシコ戦で得点を決めるなどチームの決勝進出に貢献。しかし、決勝のブラジル戦で敗れ、準優勝に終わった。

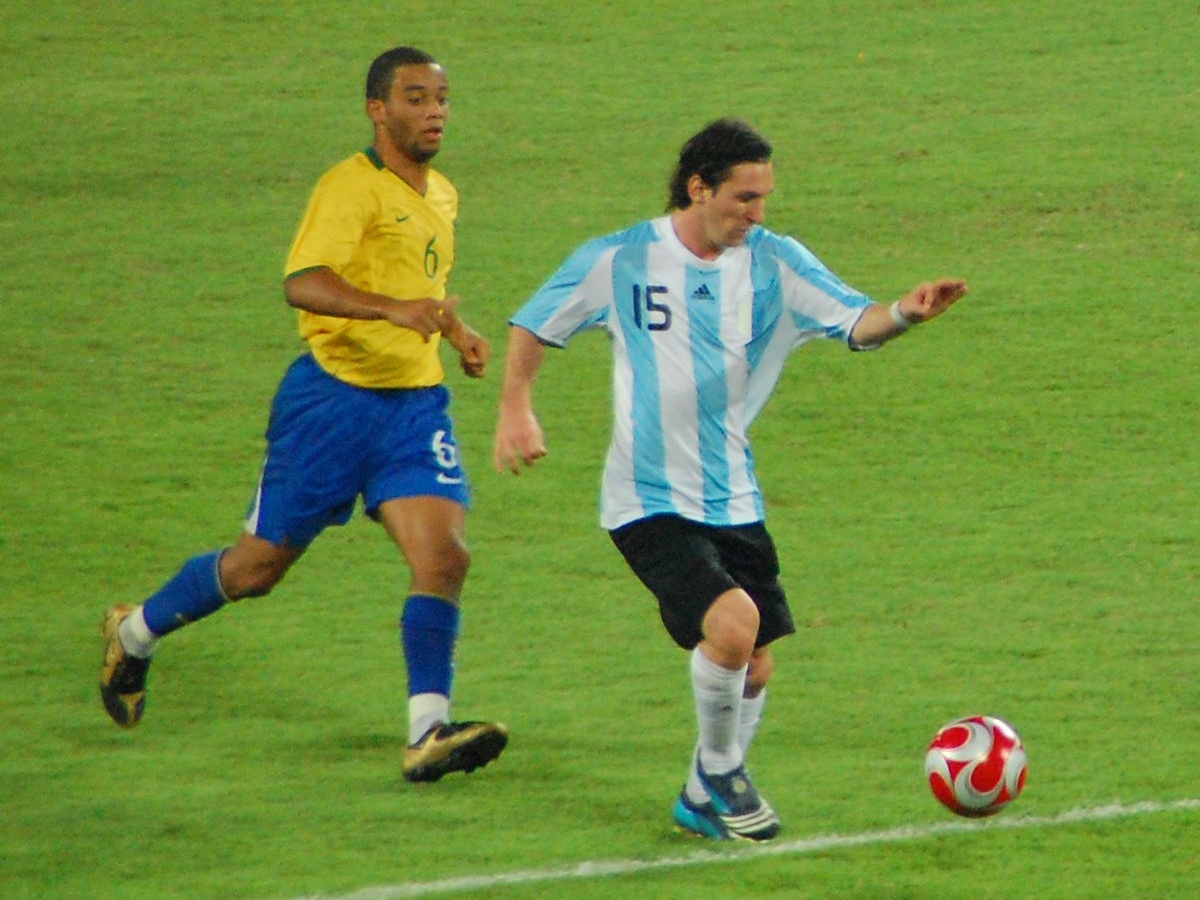
北京オリンピック準決勝のブラジル戦でプレーするメッシ

2008年夏に北京で開催された北京オリンピックではグループリーグ1試合目のコートジボワール戦で大会初得点を挙げチームの2得点目をアシストした。準々決勝のオランダ戦では1得点を挙げ1-1の同点で延長戦に突入したが決勝点である2得点目をアシストしアルゼンチンが勝利した。準決勝ではブラジルと対戦、3-0でアルゼンチンが圧勝して決勝へ勝ち進んだ。決勝ではナイジェリア戦では唯一の得点をアシストした。最終的に1-0でアルゼンチンが勝利し金メダルを獲得した。
2010年夏に南アフリカで開催された2010 FIFAワールドカップでは大会最大の注目選手として臨み、マラドーナと同じトップ下でプレー。グループリーグ第3戦のギリシャ戦では初めてキャプテンを務め、大会選定のマン・オブ・ザ・マッチに選出される活躍を見せた。チームはベスト4の座を懸けたドイツ戦で完敗し、自身も30本のシュートを打つも無得点に終わる。
コパ・アメリカ2011では準々決勝で敗退し、自身も無得点に終わった。大会後に新たにアルゼンチン代表の監督に就任したアレハンドロ・サベーラからチームの新キャプテンに任命され、9月3日のベネズエラ戦ではキャプテンとしてプレーした。2012年2月29日のスイスとの親善試合で、代表では初めてとなるハットトリックを達成した。
2013年6月14日にグアテマラとの親善試合においてハットトリックを決め、これによって代表通算得点を35得点としディエゴ・マラドーナの代表通算34得点を抜き、アルゼンチン代表の得点数でエルナン・クレスポと並んで歴代2位タイに浮上した。

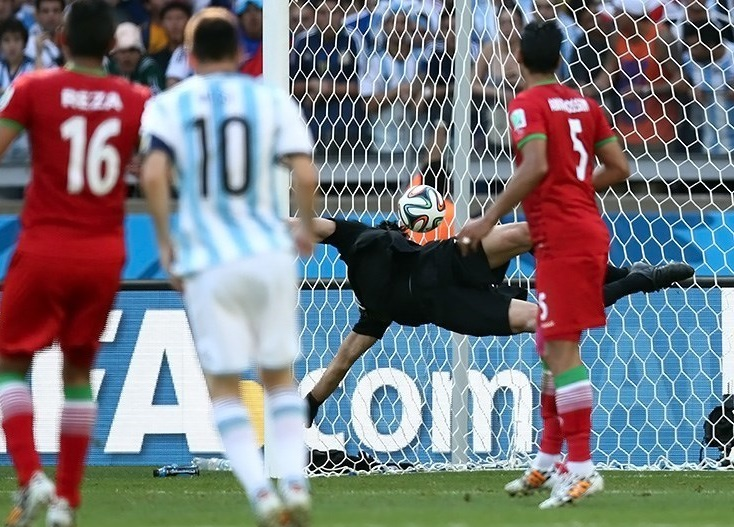
2014 FIFAワールドカップ グループリーグのイラン戦で試合終了直前、自身が放った決勝弾となるシュートを見るメッシ

2014 FIFAワールドカップ大会前、メッシはバルセロナで怪我に悩まされていたシーズンを送っていたため、コンディションが懸念されていた。しかし大会が始まるとその不安は払拭された。グループリーグ初戦であるボスニア・ヘルツェゴビナ戦ではフリーキックからセアド・コラシナツのオウンゴールを誘い、ドリブルで次々相手を抜き、追加点となる2点目を決め8年ぶりのW杯での得点を挙げた<。グループリーグ2戦目のイラン戦では、ロスタイムにゴールから約23mの位置からミドルシュートを放ち、決勝弾となる得点を挙げた。グループリーグ最終戦のナイジェリア戦では、キーパーが弾いたこぼれ球を、弾丸シュートでゴールに押し込み先制点を挙げ、逆転弾となるFKゴールを決めた。

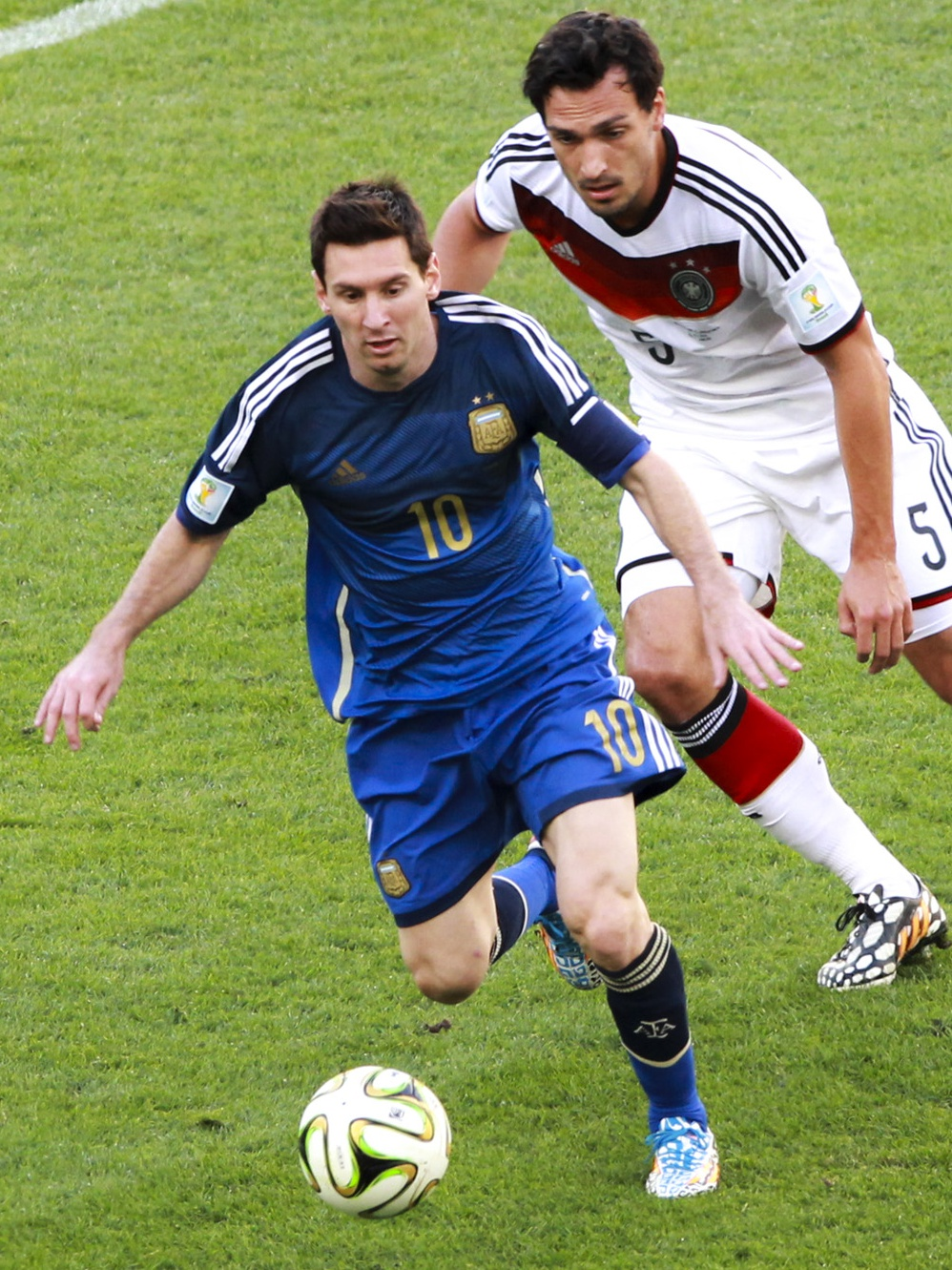
2014 FIFAワールドカップ決勝でマッツ・フンメルスと対峙するメッシ

トーナメント戦に入りベスト16のスイス戦では、4人抜きのドリブルをして決定機を作り、延長後半にはディマリアの決勝弾をアシストした。メッシはここまでの4試合全てでマンオブザマッチを獲得している。準々決勝のベルギー戦では、決勝弾の起点となった。アルゼンチンにとって1990年以来の準決勝となったオランダ戦では、ドリブルやパスからいくつもの決定機を作るもPK戦に突入し、チーム最初のPKキッカーとしてPKを成功させた。そしてチームもPK戦を4-2で制し決勝進出となった。決勝のドイツ戦ではゴールへの起点となっていたが、ゴールは入ることはなく、延長の113分にマリオ・ゲッツェが決勝弾を挙げ、アルゼンチンは準優勝に終わったがメッシは得点王ランキングで3位に位置する4得点と1アシストを挙げ、最も決定機を作り出し、最もドリブルを成功させた選手として大会最優秀選手のゴールデンボール賞を受賞した。
コパ・アメリカ2015では決勝で敗れ準優勝。同大会最優秀選手の受賞が決まっていたものの受賞を辞退。同賞は空席となった。
9月4日のボリビアとの親善試合では途中出場で2得点を決め、南米のチーム全てに得点した史上4人目の選手となった。
開幕前に負傷し臨んだコパ・アメリカ・センテナリオでは、2016年6月10日に行なわれたグループリーグ第2戦のパナマ戦で61分から途中出場しハットトリックを達成。6月18日、準々決勝のベネズエラ戦では先発に復帰し、1得点2アシストの活躍で勝利に貢献。続く6月22日の準決勝アメリカ戦では直接フリーキックを決めて代表通算55得点とし、アルゼンチン代表最多得点記録を更新した。チームは3年連続で国際大会の決勝に進出するものの、因縁の再戦が実現したチリ戦では延長戦の末スコアレスドローで2大会連続でPK戦にもつれこむ。PK戦では自身もPKを失敗して2-4で敗れ、3年連続で決勝で敗退しタイトルを逃した。
コパ・アメリカ・センテナリオ大会の終了後、代表引退を示唆するコメントを残したが、8月12日、母国への愛情を理由に引退表明を撤回。引退騒動後最初の試合となったワールドカップ地区予選のウルグアイ戦では決勝点を挙げた。

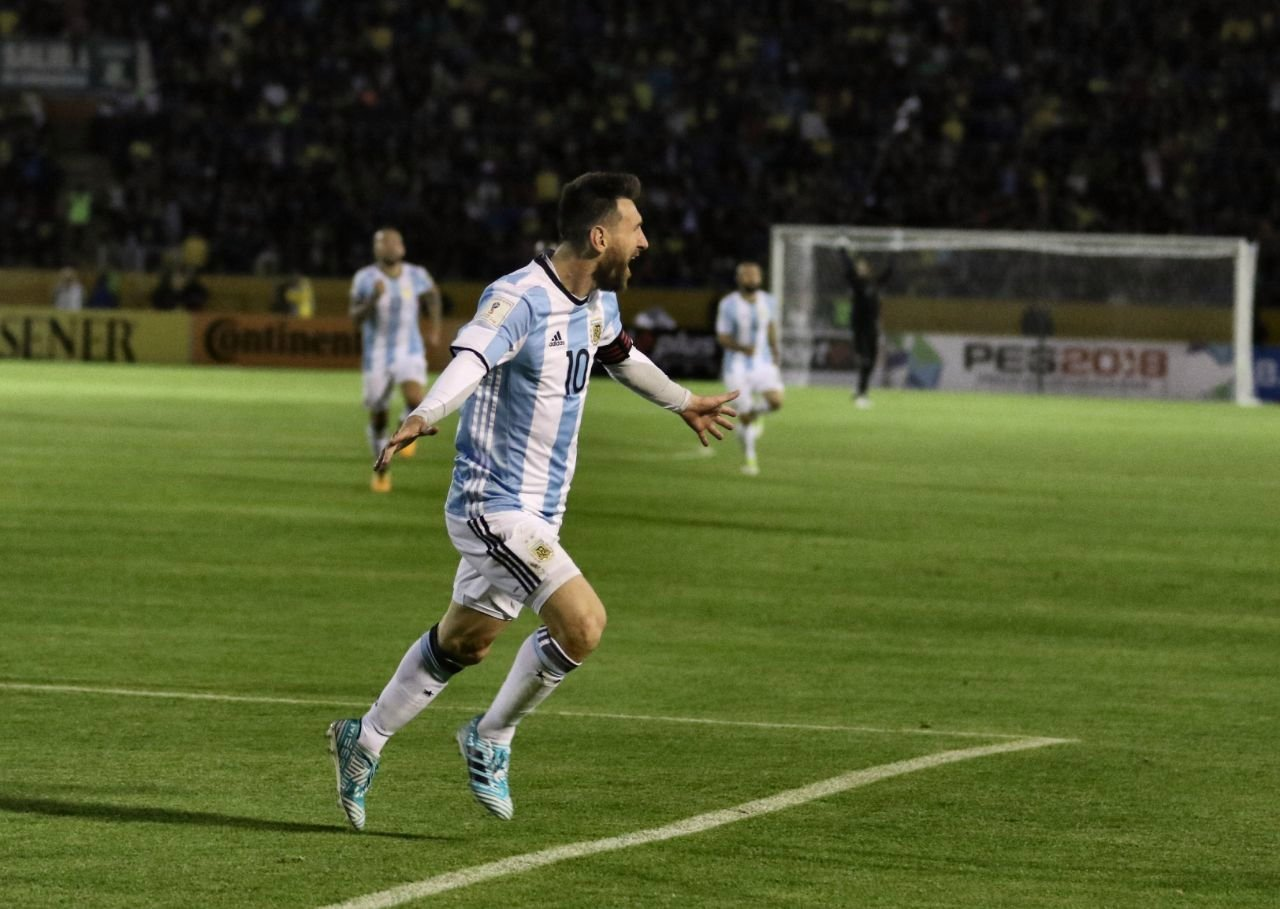
自身のハットトリックでアルゼンチンをワールドカップ予選敗退の危機から救ったメッシ

アルゼンチンがワールドカップ出場圏外の6位で迎えた同予選最終節のエクアドル戦では、同点ゴール、逆転ゴールを含むハットトリックの活躍で全3得点を挙げ、アルゼンチンをワールドカップ出場に導いた。さらにこの試合で南米予選21ゴールを記録し、南米予選最多得点記録を樹立した。メッシがチームのワールドカップ予選敗退の危機を救った後の2018年3月アルゼンチン代表は親善試合でスペイン代表と対戦した。メッシは怪我を負っていたため試合には出場しなかった。その結果アルゼンチン代表はスペイン代表に1-6で敗れた。この点差は代表歴代ワーストタイの最大差敗戦である。

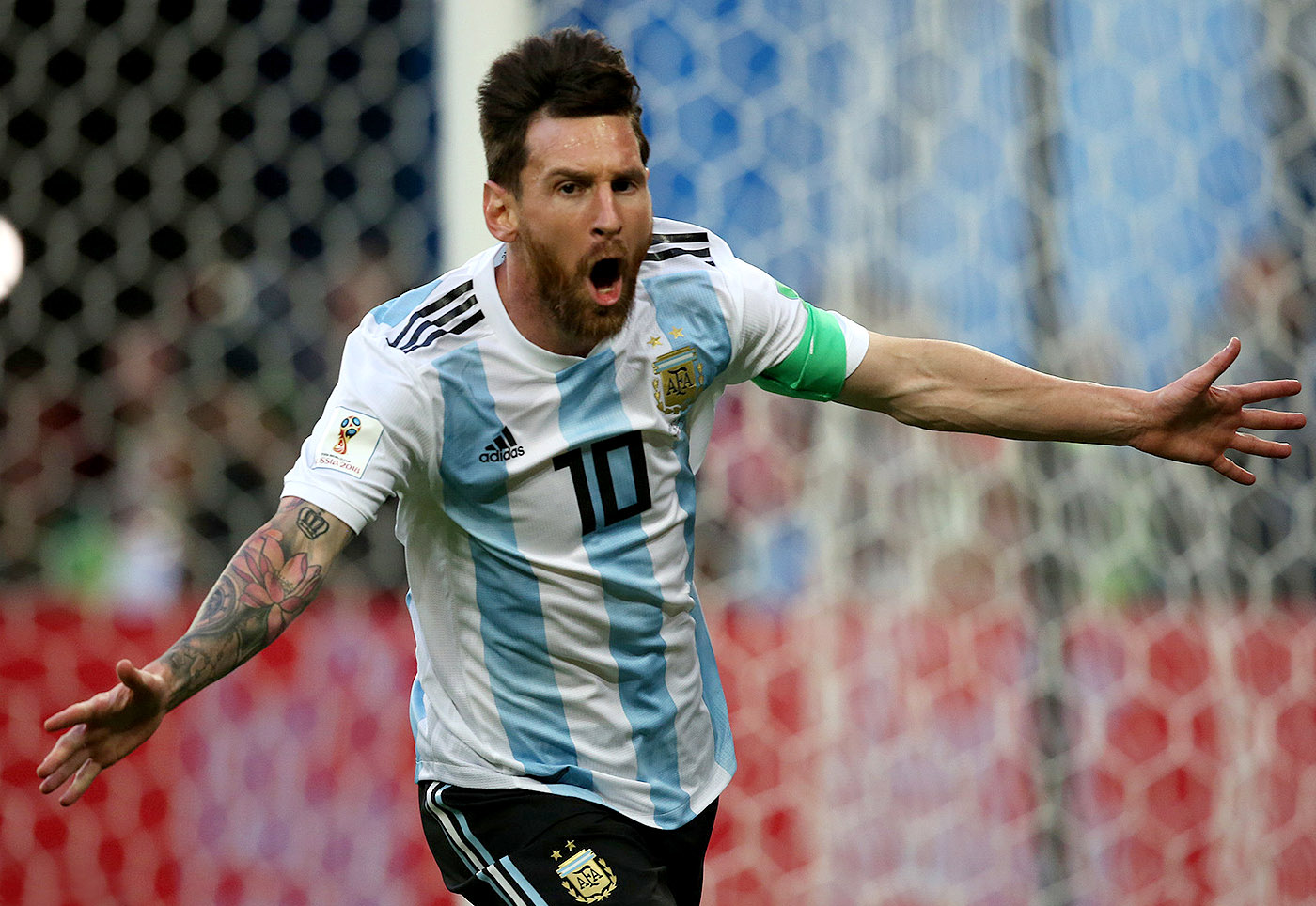
2018 FIFAワールドカップのナイジェリア戦でゴールを決めたメッシ

2018 FIFAワールドカップではグループリーグの第1戦アイスランド戦で自身がPKを外してしまいチームは1-1の同点に終わる。第2戦のクロアチア戦では0-3でアルゼンチン代表が敗北した。この状況について監督であるホルヘ・サンパオリはアルゼンチン代表について「メッシの輝きを曇らせているのがアルゼンチン代表の現実だ」と語っている。クロアチアのミッドフィールダーのルカ・モドリッチも、「メッシは信じられない選手だけど、彼がすべてを1人でできるわけがない」と述べている。グループリーグ最終戦のナイジェリア戦では バネガからのロングパスを2回のタッチでボールをコントロールし、右足でゴールした。この得点によりアルゼンチン人ではディエゴ・マラドーナ、ガブリエル・バティストゥータ以来3人目のワールドカップ3大会での得点を達成し10代、20代、30代それぞれの世代で得点したワールドカップ史上初の選手となった。決勝トーナメント1回戦のフランス戦ではガブリエル・メルカドとセルヒオ・アグエロへのアシストをして2アシストを記録した。これによりワールドカップで4大会連続アシストをしたワールドカップ史上初の選手となった。しかしアルゼンチンは3-4でフランスに敗れ、ベスト16で敗退した。
大会終了後には過度な重圧から、年内の代表としての活動休止が報じられた。
2019年3月22日の国際親善試合のベネズエラ戦で代表復帰したものの、1-3で敗れた。コパ・アメリカ2019の代表メンバーに選ばれた。開幕から低調なスタートを切ったが自身はパラグアイ戦でPKを決めそれ以降チームの組織力が上がりグループステージ最後の試合であるカタール戦、準々決勝のベネズエラ戦ではそれぞれ無失点に抑え2点を決め勝利を収めた。しかし準決勝のブラジル戦では0-2の完封負け、試合後は協会、メディアなどと共に審判の曖昧なジャッジを批判した。続く3位決定戦のチリ戦では、アグエロへのアシストや共存不可能と言われていたディバラへチャンスメークを見せていたものの前半31分の場面で、ガリー・メデルと小競り合いを起こして一発退場となった。試合にはアルゼンチンが勝利しアルゼンチンは3位で大会を終えたが、メッシは抗議の気持ちを示すために試合後の表彰式に参加せずメダルを受け取らなかった、この一連の行動は多方面から批判を浴びることになった。南米サッカー連盟はこの一連の不適切発言と問題行動に対して、2019年8月2日、5万ドル（約550万円）の罰金と3か月の出場停止処分を科した。
ブラジルで開催されたコパ・アメリカ2021グループリーグ開幕戦のチリ戦で、フリーキックから得点を決めた。このゴールにより、クリスティアーノ・ロナウドが持つキャリア通算フリーキック得点数56を超え、現役サッカー選手で最も多くのフリーキックゴールを記録した。6月28日、グループリーグ第4戦のボリビア戦に4-1で勝利したメッシは、ハビエル・マスチェラーノが持つアルゼンチン代表最多出場記録を超える148試合目の出場を果たした。7月10日、アルゼンチンは決勝で開催国のブラジルを1-0で破り、アルゼンチン代表は1993年以来初、メッシはA代表初タイトルを手にした。7試合で4ゴール5アシストを記録しアルゼンチンが決めた12ゴールのうち9ゴールに直接関与、ブラジルのネイマールとともに大会最優秀選手に選ばれた。またルイス・フェルナンド・ディアス・マルランダと共に大会得点王、そしてアシスト王にも輝き個人タイトル3冠も果たした

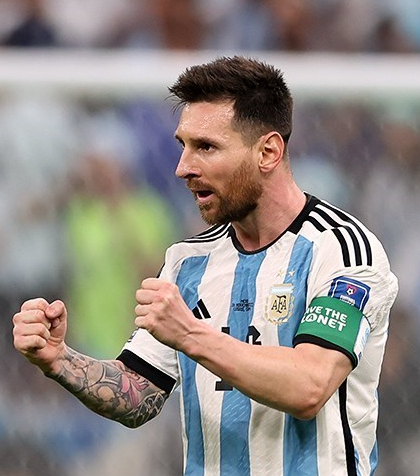
2022 FIFAワールドカップのメキシコ戦でのメッシ

2021年9月9日、2022 FIFAワールドカップ予選のボリビア戦でハットトリックを達成し、ペレを上回る79点目を挙げ南米の選手として代表最多得点者となった。
2022年6月1日、ウェンブリー・スタジアムで行われたCONMEBOL-UEFAチャンピオンズカップ第3回大会のファイナリッシマで、アルゼンチンはイタリアに3-0で勝利し、メッシは2アシストを挙げこの試合の最優秀選手に選出、A代表では2個目のトロフィーを獲得した。6月5日、エストニア戦で自身としてはチャンピオンズリーグ2011-12シーズンのレヴァークーゼン戦以来2度目の1試合5ゴールを記録。代表通算86点目に到達し、通算得点数においてフェレンツ・プスカシュを抜き世界歴代4位となった。また、キャリアを通じてゴールとアシストの合計が「1100」に到達した史上初の選手となった。
2022 FIFAワールドカップのグループステージ初戦、サウジアラビア戦に出場してW杯史上5人目となる5大会連続出場を果たすと、PKで先制して大会初ゴールを決める。しかしその後チームは逆転され大金星を献上した。メキシコ戦では同じく5大会連続出場のGKギジェルモ・オチョアから均衡を破る先制点を挙げると、エンソ・フェルナンデスへのアシストを記録、W杯史上初となる5大会連続でアシストを挙げた選手となった。その後のポーランド戦で勝利を収め決勝トーナメント進出を果たし、W杯決勝トーナメントに最も多く進出した選手(5回)となった。決勝トーナメント ラウンド16のオーストラリア戦で出場を果たすとキャリア通算1000試合目に到達、フリーキックから均衡を破る先制点を挙げた。準々決勝のオランダ戦ではナウエル・モリーナへの絶妙なパスで得点をアシストすると、PKで追加点を決めた。その後後半終了直前に追いつかれPK戦に突入するが1番手として決め勝利に貢献した。準決勝であるクロアチア戦では随所で特徴を発揮し、大会最高のパフォーマンスを見せていたヨシュコ・グヴァルディオールら相手ディフェンダー陣をドリブルで翻弄してチームの2点目をアシストするなど存在感を大きく示した。またPKを決めてW杯通算11得点目に到達、並んでいたガブリエル・バティストゥータの得点数を抜いてアルゼンチン代表のW杯最多得点記録を更新し(最終的に13得点)、これでW杯初ゴールと最後のゴールの間隔は16年180日となり歴代最長記録となった。クロアチア代表のズラトコ・ダリッチ監督は「彼は世界最高の選手。危険だったし、質も高かった。真のメッシだった」と語った。決勝ではW杯の出場数が通算26試合目に到達、ロータ・マテウスのW杯歴代最多出場記録、パオロ・マルディーニの出場最多時間記録(2216分)を更新した。決勝でも3点全てに絡む活躍(内2得点)で、アルゼンチンにとっては36年ぶり、自身にとっては初となる悲願のワールドカップ優勝を果たした。上記にある通り、今大会でメッシは様々なW杯の記録を更新している。W杯1大会で決勝トーナメントの各ラウンドで得点するという前人未踏の偉業を達成、試合において最も活躍した選手に贈られるマン・オブ・ザ・マッチ(MOM)の通算受賞回数が大会史上最多11回を記録、7試合出場で7得点3アシストという活躍で、W杯での得点とアシスト数を合計した数が通算21得点に到達し、得点関与数の歴代最多記録を更新、勝利数もミロスラフ・クローゼに並び最多(17勝)に到達、キャプテンとしてのW杯歴代最多出場記録21試合、決勝トーナメントにおける歴代最多アシスト記録6アシストに到達、得点関与した試合が14試合とこれも歴代最多記録となっている。得点とアシスト数を合計した得点関与数が10と今大会トップ、アシスト王(3アシスト)、マン・オブ・ザ・マッチ受賞数が今大会最多(5回)、シルバーブーツ(得点ランキング2位)である功績が認められW杯史上初となる2度目の大会MVPも受賞した。優勝翌日のアルゼンチンの朝刊はどの新聞も一面にメッシの写真を掲載し「ありがとう」「永遠の栄光だ」などといった見出しで活躍を讃えた。
2023年3月下旬、W杯優勝後初のアルゼンチンでの代表ウィークでは凱旋試合ということもあり熱狂的に迎えられた。試合前に街で家族と食事をとっていたところ、レストランの周囲には人だかりが出来上がり、群衆はチャントを歌い、メッシの名を呼んだ。またAFA(アルゼンチンサッカー協会)はメッシに敬意を表して代表の拠点であり協会本部の名称を「リオネル・アンドレス・メッシ」とすることを発表した。またCONMEBOL(南米サッカー連盟)はリベルタドーレス杯の組み合わせ抽選会の前に等身大の銅像を贈呈した。銅像は南米サッカー連盟の博物館で同じくW杯で優勝した南米の代表的な選手であるペレ、ディエゴ・マラドーナの像に並んで設置された。
3月23日、親善試合のパナマ戦でフリーキックで得点を挙げた。この得点で史上二人目となるキャリア通算800得点を達成した。3月28日、キュラソー戦で前半のみで代表8度目となるハットトリックを記録、南米人としては史上初となる代表通算100得点を達成した。
コパ・アメリカ2024では、史上最多出場記録を樹立した。決勝で先発出場したが、後半66分に負傷で交代を余儀なくされ、ベンチで涙を流した。チームは延長戦の末に勝利し、2連覇を果たした。また、史上最多優勝記録を樹立した。
2026 FIFAワールドカップ・南米予選の第10節ではボリビアと対戦し、ハットトリックと2アシストを決め6-0の勝利に貢献した。

## プレースタイル
瞬発力と敏捷性、卓越したボールコントロールを生かした突破力やキープ力は他の追随を許さない。加えて、シュートセンスも世界トップクラスである。また、極めて高いパスセンスや展開力も兼ね備えておりアシストも量産する。オフ・ザ・ボールの動きも秀逸で相手DFのマークを外すことも得意である。
WGとしても、STとしても、CFとしても対応できる世界最高のドリブラーであり、パサーであり、チャンスメーカーであり、フィニッシャーでもある多才な選手である。幼少期の好きなポジションは、アルゼンチンではエンガンチェと呼ばれるトップ下の役割だったが、バルセロナのユースでは左ウイングまたは左フォワードとしてキャリアをスタートさせた。バルセロナのファーストチームのデビュー戦で、フランク・ライカールト監督によって右ウイングを持ち場とされ、サイドを深くえぐってからのセンタリングや、ドリブルで内側へ切り込んでからのシュートを武器としていた。グアルディオラ監督の采配により0トップ布陣の中央へ移動しシステム上はストライカー（＝9番）だが、9番が本来いるべきポジションを無視して中盤やサイドへ流れて相手を引きつけチームメートが攻め上がるためのスペースを巧みに作り出し、メッシの武器であるドリブルやアタッカー陣と連動して相手DFに全く的を絞らせない流動的な攻撃を実現するために、センターフォワードよりも下がった位置で動き回る「ファルソ・ヌエベ（偽の9番）」の役割を会得。2014-15シーズン途中からはルイス・スアレスの加入もあり、新しく監督に就任したルイス・エンリケがキャリア初期を象徴する右ウイングにポジションを移したが、試合中は右サイドに張ったポジショニングではなくやや中央に寄った位置でプレーし、ネイマールやスアレスらと強力なコンビネーションを見せ、メディアやファンからはMSNや南米トリデンテという呼び名でこのトリオは親しまれていた。2017-18シーズンに新監督として就任したエルネスト・バルベルデが基本フォーメーションを4-4-2に変更して以降、メッシは2トップの右CFで起用されている。
決して恵まれた身長とは言えないがバランス感覚に秀でており激しい当たりを受けても簡単に倒れず、そのため自分より大きなDFにも対応が可能である。こぼれ球の処理にも秀でている。プレースキッカーとしても優れており、直接FKからの得点も彼の武器である。

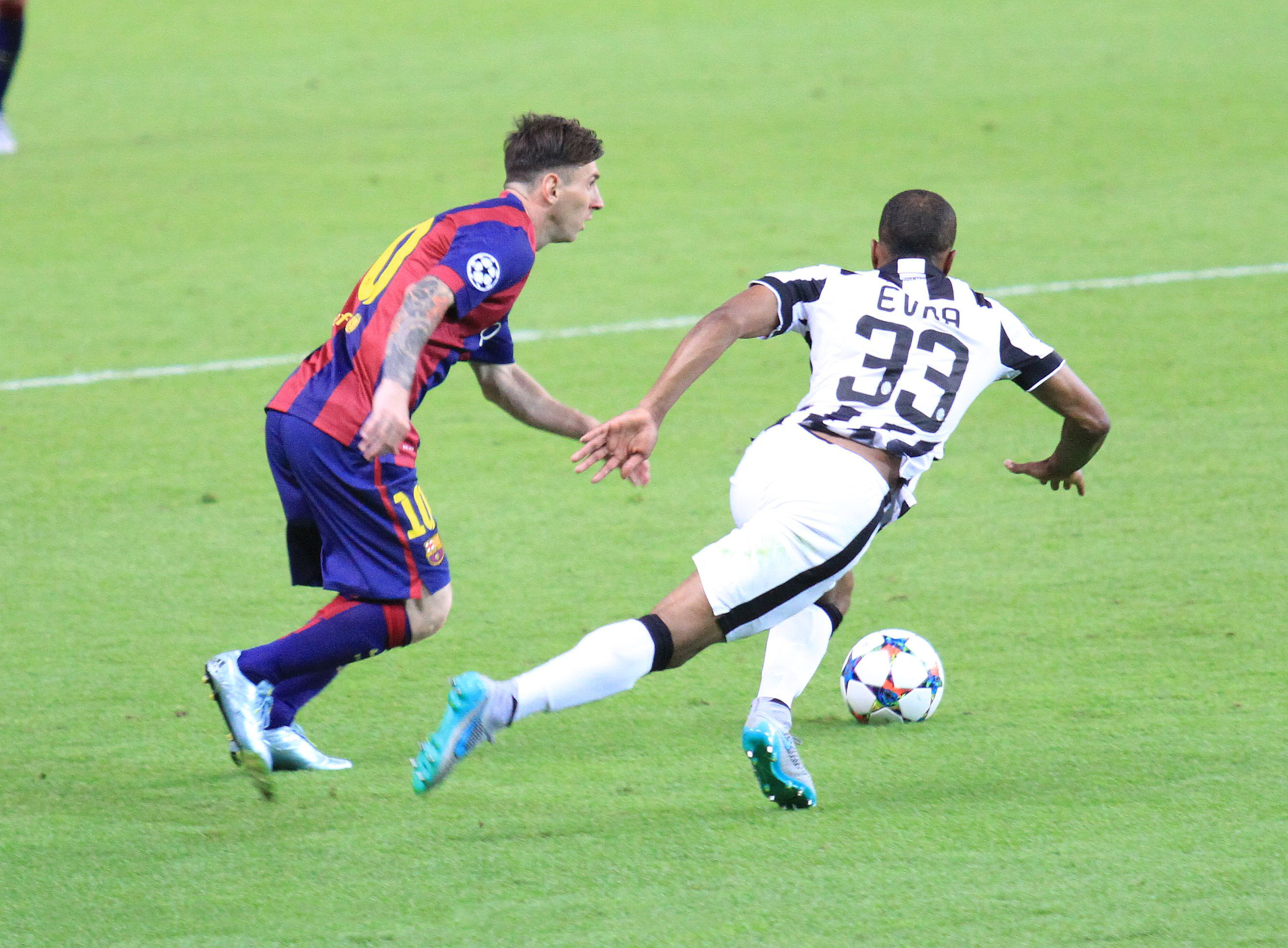
UEFAチャンピオンズリーグ 2014-15 決勝でのエヴラとの1対1

タイミングの取り方が他の選手に比べ細かい。たとえば、ふつうの選手が「タン、タン、タン」と一拍のリズムで動くところを、メッシは0.5拍で「タ・タン、タ・タン、タ・タン」と刻むように進む。この細かいリズムにより、メッシは相手が1歩を踏み出している途中のタイミングでサッと逆に切り替えしたり、シュートを打つため、マーカーは付いていけない。このリズム感も、メッシの武器である。このようなリズムを生む要素はいくつかある。一つは、歩幅の短さ。二つ目は、ドリブルタッチの細かさ。そしてもう一つ特徴的なのは、ドリブルをする際に、ボールタッチと歩みが同じ動きの中で行われていることである。
どんなボールが来ても確実に自分の足元（大概は左足側）にトラップすることができ、そのトラップによりドリブルなどの次の動作に移りやすくなる。メッシが止めるボールの位置は相手が触れられない場所にあってパス、ドリブル、シュートどの選択肢も行動可能な状態となるため相手は迂闊にボールを取りに行けばかわされることが見えているので、相手はその選択肢を全て考えながら守備をしないといけなくなりメッシの次の動作を待つしかなくなる状態となる。
視野を広く保ち、味方と相手の選手の位置や距離感などが常に分かっている。そのため自分の次の行動につなげる情報が豊富に揃い、さらにトラップテクニックを有することで、プレーの幅が増えている。また、味方だけでなく、相手選手についても全体を通して見えており、相手選手がどのように自分に向かって来るのかも分かる。このように視野を広く保ち状況判断がしっかりとしているため、数プレー先のことを考えながらプレーすることができる。メッシはその視野を生かし、味方の動きを利用し、パスを出すフェイントをしたり、味方が作ったコースにドリブルで侵入したりする。

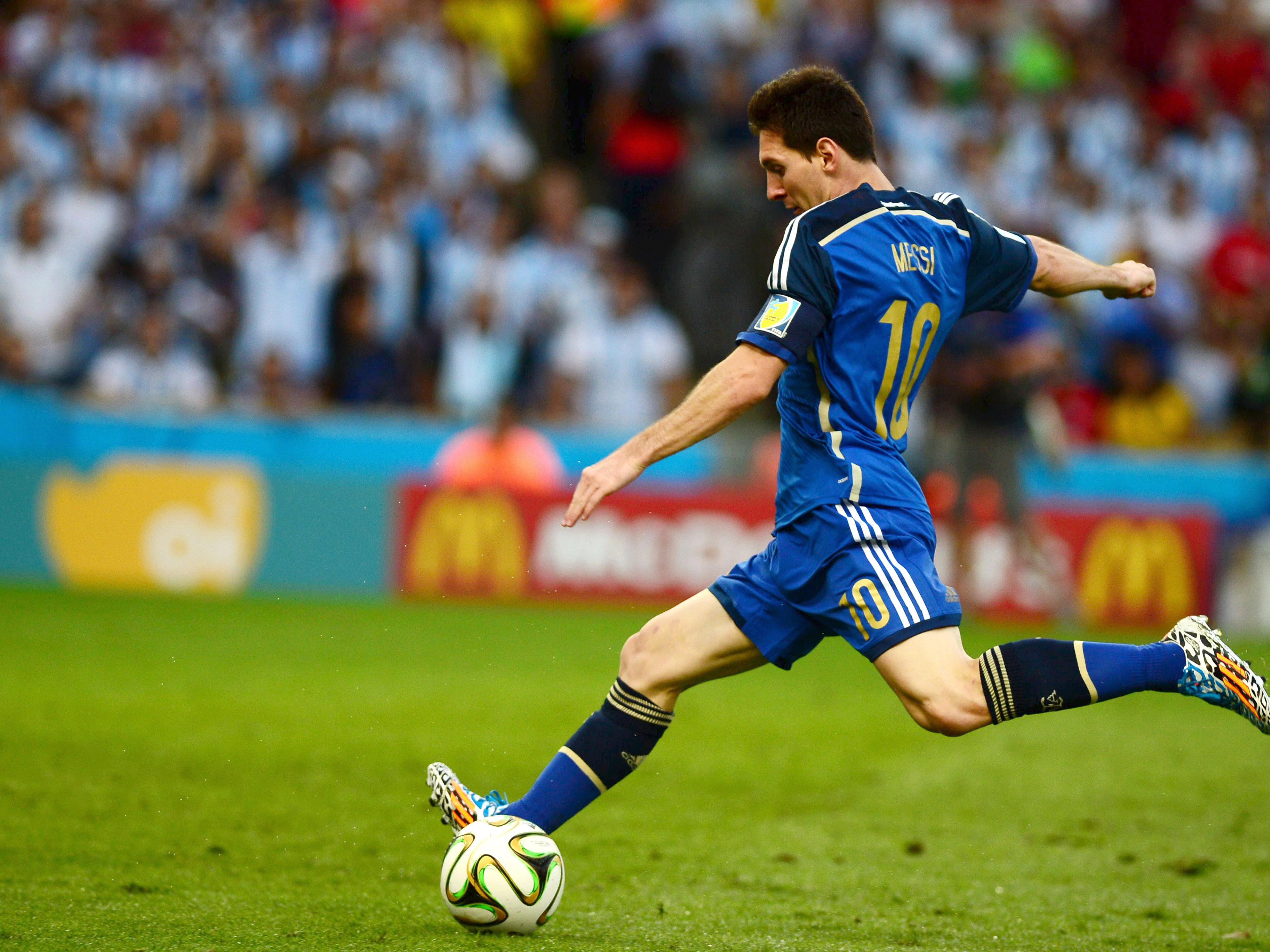
2014 FIFAワールドカップ決勝にてシュートのフォームを作るメッシ

2008-09シーズンから2018-19シーズン現在まで11シーズン連続でFKゴールを決めておりデビュー以来FKゴール数は年々増加している。そのメッシのFKについてスペイン紙マルカは「メッシはプラスチックの壁との練習で技を磨き、前よりも素晴らしい蹴り方を生み出した。以前までのメッシは、右足の外側で全体重のバランスを支えており、それが安定感と正確性を失わせていた。しかし、今の彼は軸足の角度を50度に保っている。これによって蹴る前に右足全体がしっかりと地面に接地し、キックが安定するようになった。また、ボールをより巧く叩けるように、肩と胸をアーチ状に曲げている。さらに身体の捻りも初期の頃と比べると変化しており、動作がよりコンパクトになっている」と重要なのは軸足だと分析している。FCバルセロナのユース組織ラ・マシア時代はビクトル・バスケスやファンホ・クラウジらがキッカーを務め、メッシはキッカーの候補にも挙がらなかった。しかし、アルゼンチン代表での練習中にフリーキックが決まらず苛立っていたメッシに当時代表監督だったディエゴ・マラドーナが声をかけ「足をそんなに速くボールから離してはいけない。それでは自分の意志をボールに伝えられない」とアドバイスをして練習を行ったことで飛躍的にフリーキックを向上させた。
メッシ自身は自らのプレーがラ・マシアで培われたバルセロナのスタイルに起因するところが大きいとし、直感を重視して本能的にプレーしていると述べている。
その正確無比なプレーはしばしば「プレイステーションの中の選手のようだ」と喩えられることがある。
近年では、加齢のため走行距離が少なく試合中の多くの時間を歩いてプレーしており、90分間で6〜7 kmしか走っていない（平均的な選手の走行距離は10〜11キロ程度である）。しかし、前述にある瞬発力・俊敏性の高さを活かし歩いている状態から一瞬でトップギアに切り替えることが可能であり、これによってマークしているDFを置き去りにすることや油断した相手DF陣がボールコントロールをミスした際に即座にプレッシングしボールを奪い取ることもある。メッシは2014年の試合で時速34.47キロ (km/h, 概ね10 m/s) のスピードを記録。メッシは自身のエネルギーを攻撃に集中させることで瞬時に爆発的なスピードを出せるようにしている。

## 評価
歴代最多8度のバロンドールを受賞するなど、サッカー史上最高の選手とされ、ジョゼップ・グアルディオラやシャビ・エルナンデス、セルヒオ・バティスタ は、歴代最高の選手と称している。
ジョゼップ・グアルディオラは「メッシを止められるディフェンスなど存在しない。自陣を9人で守り、11人でハイプレスをかけても対応できない。距離を詰めて、 ボールを受ける前にブロックしなければならないのは分かっているが、彼ほどの飛びぬけた才能の前には戦術も監督も関係ない」と賞賛している。
アレックス・ファーガソンは教え子であるロナウドを世界最高の選手に挙げながらも、メッシの真面目さとサッカーへの愛情、ボールを奪いに行く勇気を高く評価し「ロナウドとは違うタイプの選手で、素晴らしい選手であることに疑いはない」と賛辞を送っている。
ジョゼ・モウリーニョは「私はこれまで異なったチームでメッシと戦ってきた。その中で色々なアプローチや目的を持ってやってきた。試合に勝つため、時には負けないためや成績を維持するための方法も取ってきた。彼のプレーを読み、どのように相手にダメージを与えるかを理解しようとした。しかしそれでは彼を止めるのに時間がかかり過ぎる。それには感動すら覚える。彼は非常に素晴らしい選手であり、正真正銘のトップ中のトップだ。我々は彼に考えること、研究すること、分析すること、そして決断を下すことを学んだ。彼は我々監督をより成長させてくれる点でも素晴らしい」と評価している。
カルロ・アンチェロッティは「メッシがフィジカル的に100%であれば、止めることは不可能と言わざるを得ない。戦術も、守備組織も、監督という存在も意味をなさないんだ。彼の巨大な才能はどのような対策も無効としてしまい、プレーを制御する方法などは存在しない」と述べている。
ファビオ・カペッロは「メッシと最初に会ったのは、彼が16歳の時だったが、驚かされたことを覚えているよ。当時から今のようなパフォーマンスができていた。なぜなら、彼は天才だからだ」と称賛している。
アントニオ・コンテはCLでバルセロナに0-3で敗れた後「こういう選手は50年にひとりしか生まれない。単独でこれだけの能力・スキルを持つ選手なんだ。ファンタスティックのひと言だよ。超、超、超トッププレーヤーだ。彼なら年間60ゴールも可能だろう。それも1シーズンだけでなく、毎シーズンね。こうして彼を称える機会がもらえて嬉しかったよ。素晴らしい選手だからね。世界最高の選手だ」と述べている。
アーセン・ベンゲルは「リオネル・メッシは2位以下を大きく引き離して世界のトップにいる」と世界最高の選手と評価し、トップスピードでありながら方向を変えることができるドリブル技術を「危険極まりない脅威」と表現した。
アルフレッド・ディ・ステファノは個人技や創造性、両足での決定力に加え、チームのためにプレーする姿勢を高く評価し、自らを魅了する選手の一人であるとしている。アルゼンチン代表におけるキャプテン就任についても「数々のタイトルを獲得したメッシはプレッシャーに耐える術を知っている人間であり、彼に相応しい名誉だ」として支持している。マラドーナとの比較については「時代が違う」として、必要のないことであると述べている。
ロナルド・デ・ブールは「私は、ペレの現役時代は知らないが、クライフなら知っている。だが、メッシは私が知る限り史上最高だ。ホーム、アウェイ、リーグ戦、カップ戦関係なくプレーする。3.4年いいプレーするを選手がほとんどの中、彼は10年トップであり続けている。私の見たベストプレーヤーだ」と絶賛している。
ルイス・エンリケは「メッシはどこでも望む場所でプレーすることができる。メッシは他の誰とも違う。色々な賞で彼を比べるのは馬鹿げたことだ。彼のような選手は過去にもいなかった。現在の選手との比較だけではない。現在のどの選手も傷つけるつもりはないが、過去のどの選手とも比較できない」と述べている。
フランク・ライカールトは「メッシを超える選手など有り得ない。彼は生粋のフットボーラーであり、ライバルなど関係ない。その一方で、彼はチームとはいかなるものかをしっかりと理解している。常にチームメートやスタッフへの感謝の気持ちを忘れない、謙虚な青年だ」と語っている。
シャビ・エルナンデスは「すべての監督がメッシを止めるための策を講じる。それは想像に難くない。でも、メッシは絶対に止められない。以前、コパ・デル・レイの決勝でアスレティック・ビルバオがメッシにマンマークをつけたことがあったね。だけど、無駄だった。メッシは違いをつくる選手だ。僕たちがやっていたのは、メッシに時間とスペースを与え、ボールを受けてもらうこと。メッシは世界一違いを生み出せる選手。それは余りにも明快だ」とメッシの個の能力について高く評価している また「彼は毎日より良い選手になる。信じ難いほどにね。僕の意見では、彼が史上で最高の選手だよ。この瞬間だけではなく、歴史上においてだ」。彼がしていることは素晴らしいことだ。全ての試合で違いを作る。12年前から毎試合そうなんだ。僕は彼と共にプレーしたけど、彼の技術…それはとてつもないものだ。私の中で、彼が史上最高の選手だということは揺るがない」と賞賛している。
エリック・アビダルは「リオネル・メッシは世界最高の選手であると同時に、私が知る限り最も腰の低いスター選手だ。バルサで6年間彼と共にプレーしたが、彼の傍にいれたことが私の誇りだ。彼の練習する姿や笑っているところを見るのは私にとって喜びだった。彼がストレスを感じているように見えたことは一度も無い。彼はフィールドで仲間を助けたり、人とは違ったプレーをすることができたがいつも他の選手たちに対してポジティブかつ控えめな態度で接した。彼から学んだことは多い。私は2007年から彼と一緒にプレーしたが、年々彼のレベルが上がっていった。彼ほど長い間才能を発揮し、記録を塗り替えて続ける選手はいない。ずっとサッカーをやめないで欲しい。あと10年間プレーし続けてほしい。私だけでは無く他の多くの人々も同じことを思っているだろう」とその態度と才能を称賛している。
ティエリ・アンリは「誰もが彼の成功を確信していた。最初からね。それを知るために、エキスパートになる必要なんてなかった。メッシは昔も今も特別な存在だ。最高級の形容詞でさえ、彼を表現するには至らない」と述べ称賛している。
ホセ・ルイス・チラベルトは「アルゼンチン代表はロシアで優勝候補の一角に入るか？」という質問に対して「もちろんだ。それについては何の疑いも持っていない。しかし、アルゼンチンを優勝候補にしているのはメッシだ。メッシがいなければ、アルゼンチンはグループステージを突破できない。アルゼンチンにはアグエロ、イグアイン、ディ・マリア、ディバラといった優れた選手がいるが、いずれも1人では試合を勝利に導けない。だが、メッシにはそれができる。そこに大きな違いがある」とメッシのアルゼンチン代表での影響力を高く評価している。
ゲーリー・リネカーは「メッシは私が現役時代に一度もできなかったようなプレーを、1試合のうちに4、5回見せている。信じられないよ。私はマラドーナを見た時、彼を超える選手は出てこないと思った。だがメッシは史上最高の選手だ」と述べている。
デビッド・ベッカムは「メッシが世界最高の選手。彼は子供たちの憧れの的だ。皆が彼のプレー、振る舞い、チームへの献身の姿勢を真似ようとしている。メッシはチームのためにプレーをする。それがどんな選手、人間であるかをよく表している。メッシは8歳か9歳の子供のように試合を楽しむ。まるで現役最後の試合であるかのように、各試合を心ゆくまで楽しんでいるんだ。特別な選手だね」と述べている。
スティーブン・ジェラードはUEFAチャンピオンズリーグ 2016-17グループステージ第5節のセルティック戦で2得点を挙げたメッシに対し、「私は彼が、歴代最高の選手だと思う。彼のプレーを見ることが絶対的な喜びだよ」と語っている。
フランチェスコ・トッティは世界最高の選手について尋ねられ「サラー？ 世界最高の選手はリオネル・メッシだよ」と答えている。また、次のローマの10番についても語っており「ローマで“10番”を背負うのは決して簡単なことではない。次の“10番”が誰になるかは誰にも分からない。新たなトッティかメッシ、もしくは2人に肩を並べる偉大な選手が現れた時、受け継がれることになるだろう。もしメッシがローマに来たら、間違いなく身に着けることになる。彼なら“10番”を選ぶはずだし、そうでなくとも私が空港まで迎えに行って自ら手渡すよ」とメッシをリスペクトしている。
ジャンルイジ・ブッフォンは「メッシはより完璧だ。彼はより低い位置からプレーを開始し、よりテクニカルのクオリティー、ゲームのビジョンを持っている。フィニッシャーというよりはトレクアルティスタ（トップ下）だと評価している。
ズラタン・イブラヒモビッチはESPNのインタビューに対して「オレが思うにメッシは唯一無二だ。彼のようなプレーをできる選手が今後現れるか、分からないな。なぜなら彼には自分のスタイルがある。だから、あそこまでの選手になれた。（第二のメッシの出現については）可能だとは思わない。毎日彼のプレーを見られることは自分にとって幸運だ。以前にも言ったけど、プレイステーションのようだ。ボールを預ければ、全員抜いてくれる。それがメッシなんだよ。彼は他の国に移籍しても、どこでも活躍できる。なぜならフットボールを愛する唯一無二の存在だからだ。フットボールを本当に愛しているからね。バルセロナでも世界のどこでも、パフォーマンス面でトラブルに陥るようなことなんてないんだよ。みんな感謝しなければいけない。特にアルゼンチンではね。あんな選手が自分の国にいるんだから。彼がプレーしている間は喜びを享受すべきだ。なぜなら、彼は美しいのだから。」とメッシの存在を唯一無二と表現している。
セスク・ファブレガスは「我々はロナウドやロナウジーニョのような素晴らしい選手を見てきたが、メッシは15年間もトップに立ち続けている。彼は18歳の頃から常に最高の選手であり続けた。信じられないようなものを見てきている。彼は3日おきにゴールを決め、アルゼンチン代表でもプレーし、時差ボケのまま戻ってきてハットトリックを決めるんだ。本当に普通じゃない、今後このようなクオリティーの選手が現れるのは不可能だろう」と述べている。
ピーター・クラウチは「いつの日か、僕が孫に『メッシと同じピッチに立ったんだよ』と伝えられる日が来るだろう。彼らには繰り返し、その話をするだろうね。なぜなら彼は、サッカー史上最も偉大な選手だからだ。彼が成し遂げていることについてどう表現するべきか、いろいろな考えがあるだろう。僕が思いついたのは、彼は『生ける記念碑』だということだ。生きているうちに、誰もが一度は彼のプレーを見に行くべき存在だよ」と述べている。
ディエゴ・マラドーナは「（メッシが歴代最高の選手かどうかは）歴史が決めること」であるとしながらも、メッシのプレーを見ることが喜びであると語り、メッシが史上最高の選手となることを望む旨を度々発言している。マラドーナはメッシのプレーだけでなく、その人柄も高く評価している。
ウェイン・ルーニーはロナウドとメッシ、どっちのほうがいい選手かという質問に対して「メッシだね。前にも言ったと思うけど、2人はどちらも史上最高の選手だろう。個人的にはメッシが史上最高さ」と答えている。
エデン・アザールは「この世に2人の史上最高の選手は存在しない。唯一の存在であり、それがメッシだ」と語りメッシを称えている。
アルトゥーロ・ビダルはメッシがハットトリックを達成したラ・リーガ第28節ベティス戦の後に「僕らはたくさん楽しまなければならない。彼の才能は世界で二度と見ることはできないだろうからね。彼はとても印象的な選手だ。君たちはそれを今日見たと思うし、ピッチに行くたびに見ているんだ」と称賛している。
ジエゴ・コスタはメッシが欠場したアルゼンチン戦の後に「メッシがいない時には全く違うものになる。それが見られただろう。ピッチにメッシがいれば、多くのことが変わる。もしピッチにいなければ、リーダーを失う。アルゼンチン人は、メッシはメッシだと知っている。彼を人々が批判していることは聞いている。しかし、メッシは優先的に扱われるに値する人間だ。なぜなら、彼は最高だからだ。メッシのような選手が批判されるべきではない。神に感謝しなければいけないよ。彼が存在することをね。誰もが知っている。メッシは何ができるかを。彼がそこにいないことですべてが変わる。メッシと対戦するチームは、何かを変えなければならない。彼は違いを作れる選手だからだ。」と語っている。
キーラン・トリッピアーは「メッシは4回見たって同じ場所にいる。本当に変だよ。また歩いて、歩いて、そしてゴールだ。彼と何度か対戦してきて、彼は本当に小さなスペースを探し出すのがとても上手いと思う。バルセロナがパスを回している間、彼はボールがどこに来るかをあらかじめ知っているみたいだ。彼の賢明さは本当に素晴らしくて、歩いている時でも常に注意する必要がある。本当に最高の選手だ」と語った。
コケはマルカのインタビューに対して「僕にとっては世界最高だ。ピッチで対戦するときには、彼にとって最高の日ではないことを祈るしかない。もし、そういう日であれば、彼のチームは相当に優位な立場となる。彼を止めるのは難しい。その動きをカバーをして、DF陣を助け続けなくてはならないし、そして、彼にとって最高の日ではないことを願うしかない…。彼がプレーを開始することを意識し、それを阻止する心構えをして実際にそうしたとする。でも、彼はいきなり何かしらのプレーを発明してしまうんだよ。彼の創造性は凄まじい。なぜ、身体を投げ出さないのか?　そんなことしても、止めるのはほぼ不可能だからだ。バルセロナでもアルゼンチンでも、メッシのチームは常に彼を探すことになる。彼はゴールやパス、またチームをプレーさせることで試合を決定づけてしまう。テレビで彼のことを見ていると、まるで急にギアを変えられるみたいだ。自チームにメッシがいるならば、彼を探すことは当たり前だよ」と称賛している。
フェルナンド・トーレスは「僕はメッシのような選手を人生で一度だって目にしたことがなかったし、今後も目にすることはないだろう。彼はあらゆる種類のプレーをやってのけ、そのすべてが90点以上だ。しかも、長年にわたってそうしたパフォーマンスを見せ続けているんだよ。僕にとってはメッシこそが至高だ。彼と比類する選手は存在しないし、似た選手を未来に見ることも疑わしい」と語っている。
2025年にインテルマイアミCF監督のハビエル・マスチェラーノは「メッシはこのチームそのものだ。彼とは20年も知り合いだけど、監督として彼を指導する必要があるから、私は時々気まずいんだよ」「彼はサッカー界ですべてを手にした男だ。歴史上最も偉大な選手であり、すべてを勝ち取った後も、ピッチでプレーする最後の日まで、道を切り開き、新しい世代を導き続けている」と話した。

## レオ・メッシ財団
2007年、「レオ・メッシ財団」を設立。難病の人々の救済や彼らの夢を叶え、平等の機会を与えるという信念の元に、自身と家族のアイデアから設立された。財団のホームページは現在では5ヶ国語に翻訳されている。
他の慈善団体と協力してイベントの実施や病院や施設などを訪れたり、施設環境の向上に尽力している模様はブログなどでも度々語られており、その活動が認められユニセフより国際親善大使に任命されている。
2008年、財団のホームページとは別に日本でオフィシャルブログを開設した。経緯としては、ファンへの情報配信と財団の協賛企業集めの一環である。財団の存在や活動内容を周知するアンテナの役目も果たしている。2009年には中国語版も開設されその後英語版やスペイン語版も開設された。
2010年、内戦が続くシリアの子どもたち5万人へ教材を送ったほか、2017年にはプレハブ式の学校20校を建設するなど、長期的な支援を続ける。
気候変動の影響大きく受けるモザンビークへ栄養バランスの整った学校給食を提供すべく40万ドル（約5600万円）を支援団体に寄付した。そのほかにも、政情不安や自然災害に悩まされてきたハイチやネパールの子どもたちへのチャリティ活動も数多く行っている。
2011年、東日本大震災の際には、メッシの左足をかたどった25キログラムの純金の実物大オブジェ「ザ・ゴールデンフット」を発売し、その収益の一部を財団を通して被災地へ寄付。さらに2014年には岩手県沿岸部の子どもたちをバルセロナに招待した。
2020年3月に新型コロナウイルス感染症の世界的流行により各国で医療崩壊が起こる中、100万ユーロ（約1億2000万円）をバルセロナと母国アルゼンチンの病院に寄付した。
15年以上にも及ぶ財団の活動を通じて、小児がんの治療ができる医療施設の建設費や研究費への資金提供に長年取り組んできた。2018年にはFCバルセロナとともに3億円以上を病院建設プロジェクトに寄付し、今年9月にバルセロナ初の国立がん研究センターがオープンした。ほかにも3000人分のC型肝炎治療薬を寄付するなど、医療格差等によって治療の機会を得られない人々への支援を続けてきた。

## 製作会社
2024年、製作会社「525 Rosario」をSmuggler Entertainmentと共同で設立したことが発表された。マイアミとロサンゼルスを拠点に置き、WMEが代理人を務め、ティム・パストーレがCEOを務める。プレミアムTVや映画、ライブスポーツ番組のほかコミュニティイベントの開発・製作、メッシをはじめとするアスリートのブランド・コンテンツやコマーシャルなど、ファミリー向けのプロジェクトを手がける計画となっている。

## エピソード
- ディエゴ・マラドーナ2世と呼ぶ声も多く、マラドーナ本人からも認められている。
- ワールドサッカー ウイニングイレブン 2009から2011まではウイニングイレブンシリーズのイメージキャラクターを務めていた[281][282][283]。2012年からはエレクトロニック・アーツがメッシとレオ・メッシ財団と複数年契約を行い、FIFA16までFIFAシリーズでのイメージキャラクターを務めていた。
- サッカー以外の私生活面では寡黙で、酒席やパーティーに招かれても本人なりに気遣って隅の方で佇んだまま他の者らの談笑を黙って見ているだけで、談話の輪に入るよう料理を取り分けてあげると、メッシは「ありがとう」と小声で答え、そのまま大人しくしているという。しかしカンテラ時代から一緒にプレーしているジェラール・ピケは「みんなは知らないだろうけど、メッシはシャイなんかじゃないよ。本当に皮肉が効いたユーモアを持っているんだ。僕が知っているなかでも、最もキツイ“荒らし屋”のひとりだね」とその意外な一面を明かしている[284]。
- デビューから数年はナイキと契約しスパイクを着用していたが、2006 FIFAワールドカップからアディダスと契約した。これをきっかけに同社とは生涯スポンサード契約を締結したと報じられている[20]。
- 2010年、オフィシャル・ニュートリション・パーソナル・スポンサーとしてHerbalife社と契約し、Herbalife社の恵まれない子供たちへの支援活動「Casa HERBALIFE」に協力。Herbalife社の製品を愛用していることを自身のブログサイトで述べている。
- 2010-11シーズン中、フランスの実質15部リーグに所属するFCボルヌが、メッシ獲得のオファーレターを提出した。世界最高の選手に対して、同クラブ会長は“ダメもと”でオファーを画策したのだった。フランスサッカー連盟は「悪質な冗談」としてこれを阻止、FCバルセロナへ書簡が届くことはなかった[285]。
- 元チームメイトのボージャン・クルキッチとはメッシとボージャンの曾祖父どうしが兄弟で遠縁の親戚関係にあり、三従兄弟にあたる[286]。
- 2012年11月2日、恋人のアントネッラ・ロクソとの間に第一子となる長男が[287]、2015年9月11日に第二子となる次男が誕生した。ちなみに、誕生した翌日の試合でいずれも子供に捧げるゴールを決めている。二人は幼なじみで、交際自体も10代の頃から続けており、2人の子どもが生まれた後の2017年6月30日に共通の故郷であるロサリオで挙式した[288]。結婚後の2018年3月10日には第三子となる三男の誕生をメッシが自身のインスタグラムで発表した[289]。
- オープンに語ることはないが、クリスチャンである。「神が自分を選び、サッカーの才能を与えてくれたことに何ら疑問の余地はない。その才能を磨くために自分に可能な全てのことをやってきた。しかし、結局のところ、神の助けがなければ、自分は何でもない存在で終わったことだろう。」と述べている[290]。W杯優勝後の会見では、ディエゴ・マラドーナを超えたかどうか聞かれ、「重要なことは神が全てのものを自分に与えてくれたことだ。」と答えている[291]。
- NBAのゴールデンステート・ウォリアーズに所属するステフィン・カリーが、メッシのファンであることを公言したのに対し、メッシも「僕もステフのファンなんだ」と感謝の意を示している[292]。
- スティーブン・ジェラードはメッシのファンであり自分の4人目の子どもの名前の一部をメッシから取っている[293][注 8]。
- 2019年と2022年には、アメリカの経済誌フォーブスによるスポーツ選手長者番付において、メッシは世界中のスポーツ選手の中で1位に選出された。
- 2017年5月、アメリカのESPNは世界で最も有名なスポーツ選手100名を発表し、メッシはクリスティアーノ・ロナウド、レブロン・ジェームズに次ぐ3位にランクインした[294]。
- 世界でも屈指の人気アスリートであり、Instagram(@leomessi)のフォロワー数は約5億人を超えており、個人のアカウントとしてはクリスティアーノ・ロナウドに次いで世界で2番目に多い[295]（全体では3位）。また、2022 FIFAワールドカップの優勝を祝う投稿はソーシャルメディア史上最も「いいね」された投稿(約7520万いいね)である。Instagram1投稿当たりの広告収入は212万ポンド（約4億円）であり[注 9]、世界のスポーツ選手の中ではクリスティアーノ・ロナウドに次ぐ[296]。
- 2018年、メッシは自身のInstagramで「シルク・ドゥ・ソレイユとパートナーシップを結ぶことが出来て光栄だ。2019年に僕の人生やフットボールへの情熱を基にした全く新しいショーが誕生するよ」とコメント。また、シルク・ドゥ・ソレイユは公式サイトで「レオ・メッシとポップアート・ミュージックと共同してこれまでにないショーを製作します。我々は本当に感動しています。このショーは信じられない才能と、偉業を成し遂げたフットボールの生ける伝説からインスピレーションを受けて描かれるものです」と説明している[297]。『メッシ10 by シルク・ドゥ・ソレイユ』というタイトルのショーは10月10日にスペイン国内では唯一の公演予定となっているバルセロナでの公演が開始され、32回の公演が行われた後、2020年に世界中で公演が行われる予定である[298]。
- 2017年にヨーロッパで最大の小児がんセンターの設立費用を集めるキャンペーンの大使に就任したメッシは自身の発信力やカリスマ性を利用してさまざまな活動を行った。その甲斐もあってか2018年には目標額である3000万ユーロ（約39億円）が集まりこの病院は2020年後半に完成する見通しとなった[299][300]。そしてその後もレオ・メッシ財団による2016年から続くサン・ジョアン・デウ病院の研究プロジェクトへの貢献の一環として主に子供や青少年の発症率が高く、非常に生存率の低い小児ガンの一種である横紋筋肉腫の研究に20万ユーロ（約2,500万円）を寄付している[301]。
- メッシはアルゼンチン国歌演奏の際、基本的には黙って聞いているタイプで、若き日はその姿勢を批判される向きもあった。メッシも「僕は国歌を歌う必要はないと思っている。愛国心は感じているし、歌っても何も変わらないだろう。それを聞くことが僕のやり方なんだ」と語っていた。しかしコパ・アメリカ2019の準々決勝、ベネズエラ戦の前には国歌を口ずさむ様子をカメラがとらえた。それに色めき立ったメディアは「キックオフ前から見出しになることを作った！」と報じるほどだった。フラッシュインタビューの際それに関して質問されメッシは。「確かにそうだね。そうしたいと感じたから歌ったんだ。それだけだよ」と笑いながら語った[302][303]。
- 2017年5月24日、スペインの最高裁はメッシに対して2007年から2009年までの肖像権収入について410万ユーロ（約5億円）の脱税があったとして22カ月15日の懲役刑を科した。これは2013年6月に代理人を務める父親のホルヘとともにスペイン政府の税務当局から告発されていたもので、世界的なスーパースターであるメッシの脱税事件は世界中のメディアで報じられ、大きな騒ぎとなった。メッシは裁判で当初、「ただ単に理解していなかった」と主張し、書かれている内容を読みもせずに、数多くの書類に署名したと説明したが、裁判所は認めなかった[304]。最終的にメッシは未納分の税金に加えて25万2000ユーロ（約3270万円）の罰金を収めることで合意した[305]。この件について、スペイン共産党所属で統一左翼の代表を務めるスペイン下院議員のアルベルト・ガルソンは審理中の2015年4月に「この国では、メッシという名前なら逮捕されない。お金を払って交渉すれば投獄されない。公平ではないね。名前に相応しくない」とメッシ親子や政府[注 10]を批判した[306][307]。
- 2018 FIFAワールドカップのPK失敗があったアイスランド戦後、メッシはアルゼンチンのテレビ局『Telefe』で司会を務めるラマ・パントロットにお守りとして赤いリボンをプレゼントされメッシはそれを左足に巻いて次のナイジェリア戦に臨みその試合で大会初得点を記録した。メッシはワールドカップ終了後のバカンスでも左足首にこのリボンを巻いていた。翌シーズンのコパ・デル・レイ準々決勝、メッシは当時不調に悩んでいたコウチーニョにリボンを貸すとその試合でコウチーニョは2ゴールをマークしチームの勝利に貢献した。コパ・アメリカ3位決定戦でもメッシはディバラにリボンを貸してディバラは試合で1ゴールをマーク、チームの3位入賞に貢献した。この事からメディアはそのリボンを「幸運のお守り」と呼んでいる[308][309]。
- 2019年7月、アルゼンチンは厳しい寒波に見舞われており、過去30年で一番の寒さとなった。そこでメッシは、7月5日〜19日の寒さが弱まる頃まで故郷ロサリオに所有するレストランにホームレスを招き、温かい食事と一時的に雨露をしのぐ場所を提供している。企画を提案したのは、メッシがオーナーを務めているレストランの『VIP』のスタッフたち。寒波を受けているホームレスたちの身を案じての発案だった。メッシはこの要請を快く承諾。『VIP』のマネージャーであるアリエル・アルマダ氏は、「もう15日くらい続けているよ。毎晩19時から21時の間にスープやコーヒー、ソフトドリンク、ワインも提供している。多くの人がやってきて、とても有難がってくれた」と語っている[310][311]。
- メッシの母方の高祖父の出身地であるイタリア・マルケ州サン・セベリーノ村では2022年3月、W杯に先駆け、村議会がメッシに名誉村民権を授けることを全会一致で決定。父方の高祖父の出身地マルケ州レカナーティ町では2019年の町議会選挙の際、当時のフランチェスコ・フィオルドモ町長が「メッシには立派なレカナーティ町の在外町民資格がある」と首長判断を下した。同町の戸籍簿登録にもとづき、在外投票権を当時メッシが住んでいたバルセロナ宛に送付するにまで至っている[312]。
- W杯優勝後、母国のアルゼンチンではメッシと優勝トロフィのタトゥー[313]、紙幣にメッシの絵を描く[314]、農業エンジニアが植え付け機を用いてコーン畑のトウモロコシの葉を調節してメッシの顔をデザインする[315]など様々なメッシに関するものが創造された。
- W杯優勝後、出生地であるロサリオがあるサンタフェ州で12月に登録された赤ちゃんの7人に1人は『リオネル』か『リオネラ』と名付けられた。同州で入手可能な月ごとの過去のデータと比較すると、これは700％の増加となる[316]。
- W杯期間中、カタール大学のメッシが滞在していた部屋が博物館となって保存されている。アルゼンチン代表選手のユニフォームや写真などが飾られ、メッシが使用していたベッドなどもそのまま保管されている[317][318][319]。
- メッシが表彰式で着たアラビアの伝統衣装「ビシュト」は[320]、店舗で売れるのは通常1日に8着から10着だったが、決勝翌日の19日には150着売れ、メッシが着た最高級品も３着売れた[321]。またオマーンの国会議員で弁護士でもあるアフメド・アル・バルワニがTwitterで「100万ドル（約1億3200万円）で譲って欲しい」と申し入れた[322]。
- 2023年6月、オーストラリア代表との親善試合のために中国を訪れた際、ビザがなかったため、北京空港で足止めを食らった。メッシは、過去にスペインのパスポートでビザなしで台湾に行ったことがあったため、中国にもビザなしで入国できると勘違いしたと思われる。また、この際、「台湾は中国ではないのか」と発言したといわれている。その後、ビザが発行されて入国することができた[323]。
- 2025年1月、アメリカ合衆国において文民に贈られる最高位の勲章である大統領自由勲章がジョー・バイデン大統領から授与された[324]。

## 個人成績

### クラブ
2025年8月16日時点
| クラブ        | シーズン | ディビシオン | リーグ | リーグ | カップ | カップ | SC   | SC   | UEFA CL | UEFA CL | UEFA SC | UEFA SC | FIFA CWC | FIFA CWC | シーズン 通算 | シーズン 通算 |
| クラブ        | シーズン | ディビシオン | 出場   | 得点   | 出場   | 得点   | 出場 | 得点 | 出場    | 得点    | 出場    | 得点    | 出場     | 得点     | 出場          | 得点          |
| ------------- | -------- | ------------ | ------ | ------ | ------ | ------ | ---- | ---- | ------- | ------- | ------- | ------- | -------- | -------- | ------------- | ------------- |
| FCバルセロナB | 2003-04  | セグンダB    | 5      | 0      |        |        |      |      |         |         |         |         |          |          | 5             | 0             |
| FCバルセロナB | 2004-05  | セグンダB    | 17     | 6      | 17     | 6      |      |      |         |         |         |         |          |          |               |               |
| FCバルセロナB | 通算     | 通算         | 22     | 6      |        |        |      |      |         |         |         |         |          |          | 22            | 6             |
|               |          |              |        |        |        |        |      |      |         |         |         |         |          |          |               |               |
| FCバルセロナ  | 2004-05  | プリメーラ   | 7      | 1      | 1      | 0      | -    | -    | 1       | 0       | -       | -       | -        | -        | 9             | 1             |
| FCバルセロナ  | 2005-06  | プリメーラ   | 17     | 6      | 2      | 1      | 0    | 0    | 6       | 1       | -       | -       | -        | -        | 25            | 8             |
| FCバルセロナ  | 2006-07  | プリメーラ   | 26     | 14     | 2      | 2      | 2    | 0    | 5       | 1       | 1       | 0       | 0        | 0        | 36            | 17            |
| FCバルセロナ  | 2007-08  | プリメーラ   | 28     | 10     | 3      | 0      | -    | -    | 9       | 6       | -       | -       | -        | -        | 40            | 16            |
| FCバルセロナ  | 2008-09  | プリメーラ   | 31     | 23     | 8      | 6      | -    | -    | 12      | 9       | -       | -       | -        | -        | 51            | 38            |
| FCバルセロナ  | 2009-10  | プリメーラ   | 35     | 34     | 3      | 1      | 1    | 2    | 11      | 8       | 1       | 0       | 2        | 2        | 53            | 47            |
| FCバルセロナ  | 2010-11  | プリメーラ   | 33     | 31     | 7      | 7      | 2    | 3    | 13      | 12      | -       | -       | -        | -        | 55            | 53            |
| FCバルセロナ  | 2011-12  | プリメーラ   | 37     | 50     | 7      | 3      | 2    | 3    | 11      | 14      | 1       | 1       | 2        | 2        | 60            | 73            |
| FCバルセロナ  | 2012-13  | プリメーラ   | 32     | 46     | 5      | 4      | 2    | 2    | 11      | 8       | -       | -       | -        | -        | 50            | 60            |
| FCバルセロナ  | 2013-14  | プリメーラ   | 31     | 28     | 6      | 5      | 2    | 0    | 7       | 8       | -       | -       | -        | -        | 46            | 41            |
| FCバルセロナ  | 2014-15  | プリメーラ   | 38     | 43     | 6      | 5      | -    | -    | 13      | 10      | -       | -       | -        | -        | 57            | 58            |
| FCバルセロナ  | 2015-16  | プリメーラ   | 33     | 26     | 5      | 5      | 2    | 1    | 7       | 6       | 1       | 2       | 1        | 1        | 49            | 41            |
| FCバルセロナ  | 2016-17  | プリメーラ   | 34     | 37     | 7      | 5      | 2    | 1    | 9       | 11      | -       | -       | -        | -        | 52            | 54            |
| FCバルセロナ  | 2017-18  | プリメーラ   | 36     | 34     | 6      | 4      | 2    | 1    | 10      | 6       | -       | -       | -        | -        | 54            | 45            |
| FCバルセロナ  | 2018-19  | プリメーラ   | 34     | 36     | 5      | 3      | 1    | 0    | 10      | 12      | -       | -       | -        | -        | 50            | 51            |
| FCバルセロナ  | 2019-20  | プリメーラ   | 33     | 25     | 2      | 2      | 1    | 1    | 8       | 3       | -       | -       | -        | -        | 44            | 31            |
| FCバルセロナ  | 2020-21  | プリメーラ   | 35     | 30     | 5      | 3      | 1    | 0    | 6       | 5       | -       | -       | -        | -        | 47            | 38            |
| FCバルセロナ  | 通算     | 通算         | 520    | 474    | 80     | 56     | 20   | 14   | 149     | 120     | 4       | 3       | 5        | 5        | 778           | 672           |
| PSG           | 2021-22  | リーグ・アン | 26     | 6      | 1      | 0      | -    | -    | 7       | 5       | -       | -       | -        | -        | 34            | 11            |
| PSG           | 2022-23  | リーグ・アン | 32     | 16     | 1      | 0      | 1    | 1    | 7       | 4       | -       | -       | -        | -        | 41            | 21            |
| PSG           | 通算     | 通算         | 58     | 22     | 2      | 0      | 1    | 1    | 14      | 9       | 0       | 0       | 0        | 0        | 75            | 32            |

| クラブ             | シーズン | ディビシオン | リーグ | リーグ | カップ | カップ | リーグスカップ | リーグスカップ | CONCACAF Champions Cup | CONCACAF Champions Cup | MLSカップ | MLSカップ | その他 | その他 | シーズン 通算 | シーズン 通算 |
| クラブ             | シーズン | ディビシオン | 出場   | 得点   | 出場   | 得点   | 出場           | 得点           | 出場                   | 得点                   | 出場      | 得点      | 出場   | 得点   | 出場          | 得点          |
| ------------------ | -------- | ------------ | ------ | ------ | ------ | ------ | -------------- | -------------- | ---------------------- | ---------------------- | --------- | --------- | ------ | ------ | ------------- | ------------- |
| インテル・マイアミ | 2023     | MLS          | 6      | 1      | 1      | 0      | 7              | 10             | -                      | -                      | -         | -         | -      | -      | 14            | 11            |
| インテル・マイアミ | 2024     | MLS          | 19     | 20     | 0      | 0      | -              | -              | 3                      | 2                      | -         | -         | 3      | 1      | 25            | 23            |
| インテル・マイアミ | 2025     | MLS          | 18     | 18     | 0      | 0      | 2              | 0              | 7                      | 5                      | 0         | 0         | 4      | 1      | 31            | 24            |
| インテル・マイアミ | 通算     | 通算         | 43     | 39     | 1      | 0      | 9              | 10             | 10                     | 7                      | 0         | 0         | 7      | 2      | 70            | 58            |

### 代表
出場大会
- アルゼンチン代表

2006年 - 2006 FIFAワールドカップ（ベスト8）
2007年 - コパ・アメリカ2007（準優勝）
2010年 - 2010 FIFAワールドカップ（ベスト8）
2011年 - コパ・アメリカ2011（ベスト8）
2014年 - 2014 FIFAワールドカップ（準優勝）
2015年 - コパ・アメリカ2015（準優勝）
2016年 - コパ・アメリカ・センテナリオ（準優勝）
2018年 - 2018 FIFAワールドカップ（ベスト16）
2019年 - コパ・アメリカ2019（3位）
2021年 - コパ・アメリカ2021（優勝）
2022年 - フィナリッシマ（優勝）
2022年 - 2022 FIFAワールドカップ（優勝）
2024年 - コパ・アメリカ2024（優勝）
- U-23アルゼンチン代表

2008年 - 北京オリンピック（優勝）
- U-20アルゼンチン代表

2005年 - FIFAワールドユース選手権（優勝）
試合数
- 国際Aマッチ 191試合 112得点（2005年 - ）[325]

| アルゼンチン代表 | 国際Aマッチ | 国際Aマッチ |
| 年               | 出場        | 得点        |
| ---------------- | ----------- | ----------- |
| 2005             | 5           | 0           |
| 2006             | 7           | 2           |
| 2007             | 14          | 6           |
| 2008             | 8           | 2           |
| 2009             | 10          | 3           |
| 2010             | 10          | 2           |
| 2011             | 13          | 4           |
| 2012             | 9           | 12          |
| 2013             | 7           | 6           |
| 2014             | 14          | 8           |
| 2015             | 8           | 4           |
| 2016             | 11          | 8           |
| 2017             | 7           | 4           |
| 2018             | 5           | 4           |
| 2019             | 10          | 5           |
| 2020             | 4           | 1           |
| 2021             | 16          | 9           |
| 2022             | 14          | 18          |
| 2023             | 8           | 8           |
| 2024             | 11          | 6           |
| 2025             |             |             |
| 通算             | 191         | 112         |

得点
| #   | 開催日         | 開催地                                                                     | 対戦国                   | スコア | 結果 | 大会                              |  |
| --- | -------------- | -------------------------------------------------------------------------- | ------------------------ | ------ | ---- | --------------------------------- |  |
| 1   | 2006年3月1日   | バーゼル、ザンクト・ヤコブ・パルク                                         | クロアチア               | 2-1    | 2-3  | 親善試合                          |  |
| 2   | 2006年6月16日  | ゲルゼンキルヒェン、フェルティンス・アレーナ                               | セルビア・モンテネグロ   | 6-0    | 6-0  | 2006 FIFAワールドカップ           |  |
| 3   | 2007年6月5日   | バルセロナ、カンプ・ノウ                                                   | アルジェリア             | 2-2    | 4-3  | 親善試合                          |  |
| 4   | 2007年6月5日   | バルセロナ、カンプ・ノウ                                                   | アルジェリア             | 4-2    | 4-3  | 親善試合                          |  |
| 5   | 2007年7月8日   | バルキシメト、エスタディオ・メトロポリタノ・デ・フットボル・デ・ララ       | ペルー                   | 2-0    | 4-0  | コパ・アメリカ2007                |  |
| 6   | 2007年7月11日  | プエルト・オルダス、ポリデポルティーボ・カチャマイ                         | メキシコ                 | 2-0    | 3-0  | コパ・アメリカ2007                |  |
| 7   | 2007年10月16日 | マラカイボ、エスタディオ・ホセ・パチェンチョ・ロメロ                       | ベネズエラ               | 2-0    | 2-0  | 2010 FIFAワールドカップ・南米予選 |  |
| 8   | 2007年11月20日 | ボゴタ、エスタディオ・ネメシオ・カマーチョ                                 | コロンビア               | 1-0    | 1-2  | 2010 FIFAワールドカップ・南米予選 |  |
| 9   | 2008年6月4日   | サンディエゴ、クアルコム・スタジアム                                       | メキシコ                 | 2-0    | 3-0  | 親善試合                          |  |
| 10  | 2008年10月11日 | ブエノスアイレス、エル・モヌメンタル                                       | ウルグアイ               | 1-0    | 2-1  | 2010 FIFAワールドカップ・南米予選 |  |
| 11  | 2009年2月11日  | マルセイユ、スタッド・ヴェロドローム                                       | フランス                 | 2-0    | 2-0  | 親善試合                          |  |
| 12  | 2009年3月28日  | ブエノスアイレス、エル・モヌメンタル                                       | ベネズエラ               | 1-0    | 4-0  | 2010 FIFAワールドカップ・南米予選 |  |
| 13  | 2009年11月14日 | マドリード、エスタディオ・ビセンテ・カルデロン                             | スペイン                 | 1-1    | 1-2  | 親善試合                          |  |
| 14  | 2010年9月7日   | ブエノスアイレス、エル・モヌメンタル                                       | スペイン                 | 1-0    | 4-1  | 親善試合                          |  |
| 15  | 2010年11月17日 | ドーハ、ハリーファ国際スタジアム                                           | ブラジル                 | 1-0    | 1-0  | 親善試合                          |  |
| 16  | 2011年2月9日   | ジュネーヴ、スタッド・ドゥ・ジュネーヴ                                     | ポルトガル               | 2-1    | 2-1  | 親善試合                          |  |
| 17  | 2011年6月20日  | ブエノスアイレス、エル・モヌメンタル                                       | アルバニア               | 2-0    | 4-0  | 親善試合                          |  |
| 18  | 2011年10月7日  | ブエノスアイレス、エル・モヌメンタル                                       | チリ                     | 2-0    | 4-1  | 2014 FIFAワールドカップ・南米予選 |  |
| 19  | 2011年11月15日 | バランキージャ、エスタディオ・メトロポリタノ・ロベルト・メレンデス         | コロンビア               | 1-1    | 2-1  | 2014 FIFAワールドカップ・南米予選 |  |
| 20  | 2012年2月29日  | ベルン、スタッド・ドゥ・スイス・バンクドルフ                               | スイス                   | 1-0    | 3-1  | 親善試合                          |  |
| 21  | 2012年2月29日  | ベルン、スタッド・ドゥ・スイス・バンクドルフ                               | スイス                   | 2-1    | 3-1  | 親善試合                          |  |
| 22  | 2012年2月29日  | ベルン、スタッド・ドゥ・スイス・バンクドルフ                               | スイス                   | 3-1    | 3-1  | 親善試合                          |  |
| 23  | 2012年6月2日   | ブエノスアイレス、エル・モヌメンタル                                       | エクアドル               | 3-0    | 4-0  | 2014 FIFAワールドカップ・南米予選 |  |
| 24  | 2012年6月9日   | イーストラザフォード、ジャイアンツ・スタジアム                             | ブラジル                 | 1-1    | 4-3  | 親善試合                          |  |
| 25  | 2012年6月9日   | イーストラザフォード、ジャイアンツ・スタジアム                             | ブラジル                 | 2-1    | 4-3  | 親善試合                          |  |
| 26  | 2012年6月9日   | イーストラザフォード、ジャイアンツ・スタジアム                             | ブラジル                 | 4-3    | 4-3  | 親善試合                          |  |
| 27  | 2012年8月15日  | フランクフルト、ヴァルトシュタディオン                                     | ドイツ                   | 2-0    | 3-1  | 親善試合                          |  |
| 28  | 2012年9月7日   | コルドバ、エスタディオ・マリオ・アルベルト・ケンペス                       | パラグアイ               | 3-1    | 3-1  | 2014 FIFAワールドカップ・南米予選 |  |
| 29  | 2012年10月12日 | メンドーサ、エスタディオ・マルビナス・アルヘンティナス                     | ウルグアイ               | 1-0    | 3-0  | 2014 FIFAワールドカップ・南米予選 |  |
| 30  | 2012年10月12日 | メンドーサ、エスタディオ・マルビナス・アルヘンティナス                     | ウルグアイ               | 3-0    | 3-0  | 2014 FIFAワールドカップ・南米予選 |  |
| 31  | 2012年10月16日 | サンティアゴ、エスタディオ・ナシオナル・デ・チリ                           | チリ                     | 0-1    | 1-2  | 2014 FIFAワールドカップ・南米予選 |  |
| 32  | 2013年3月22日  | ブエノスアイレス、エル・モヌメンタル                                       | ベネズエラ               | 2-0    | 3-0  | 2014 FIFAワールドカップ・南米予選 |  |
| 33  | 2013年6月15日  | グアテマラシティ、エスタディオ・ナシオナル・マテオ・フローレ               | グアテマラ               | 1-0    | 4-0  | 親善試合                          |  |
| 34  | 2013年6月15日  | グアテマラシティ、エスタディオ・ナシオナル・マテオ・フローレ               | グアテマラ               | 3-0    | 4-0  | 親善試合                          |  |
| 35  | 2013年6月15日  | グアテマラシティ、エスタディオ・ナシオナル・マテオ・フローレ               | グアテマラ               | 4-0    | 4-0  | 親善試合                          |  |
| 36  | 2013年9月10日  | アスンシオン、エスタディオ・ディフェンソーレス・デル・チャコ               | パラグアイ               | 1-0    | 5-2  | 2014 FIFAワールドカップ・南米予選 |  |
| 37  | 2013年9月10日  | アスンシオン、エスタディオ・ディフェンソーレス・デル・チャコ               | パラグアイ               | 4-1    | 5-2  | 2014 FIFAワールドカップ・南米予選 |  |
| 38  | 2014年6月7日   | ラプラタ、エスタディオ・シウダ・デ・ラ・プラタ                             | スロベニア               | 2-0    | 2-0  | 親善試合                          |  |
| 39  | 2014年6月15日  | リオデジャネイロ、エスタジオ・ド・マラカナン                               | ボスニア・ヘルツェゴビナ | 2-0    | 2-1  | 2014 FIFAワールドカップ           |  |
| 40  | 2014年6月21日  | ベロオリゾンテ、ミネイロン                                                 | イラン                   | 1-0    | 1-0  | 2014 FIFAワールドカップ           |  |
| 41  | 2014年6月25日  | ポルト・アレグレ、エスタジオ・ベイラ＝リオ                                 | ナイジェリア             | 1-0    | 3-2  | 2014 FIFAワールドカップ           |  |
| 42  | 2014年6月25日  | ポルト・アレグレ、エスタジオ・ベイラ＝リオ                                 | ナイジェリア             | 2-1    | 3-2  | 2014 FIFAワールドカップ           |  |
| 43  | 2014年10月14日 | 香港、香港スタジアム                                                       | 香港                     | 5-0    | 7-0  | 親善試合                          |  |
| 44  | 2014年10月14日 | 香港、香港スタジアム                                                       | 香港                     | 7-0    | 7-0  | 親善試合                          |  |
| 45  | 2014年11月13日 | ロンドン、ブーリン・グラウンド                                             | クロアチア               | 2-1    | 2-1  | 親善試合                          |  |
| 46  | 2015年6月13日  | ラ・セレナ、エスタディオ・ラ・ポルタダ                                     | パラグアイ               | 2-0    | 2-2  | コパ・アメリカ2015                |  |
| 47  | 2015年9月4日   | ヒューストン、BBVAコンパス・スタジアム                                     | ボリビア                 | 5-0    | 7-0  | 親善試合                          |  |
| 48  | 2015年9月4日   | ヒューストン、BBVAコンパス・スタジアム                                     | ボリビア                 | 6-0    | 7-0  | 親善試合                          |  |
| 49  | 2015年9月8日   | アーリントン、AT&Tスタジアム                                               | メキシコ                 | 2-2    | 2-2  | 親善試合                          |  |
| 50  | 2016年3月29日  | コルドバ、エスタディオ・マリオ・アルベルト・ケンペス                       | ボリビア                 | 2-0    | 2-0  | 2018 FIFAワールドカップ・南米予選 |  |
| 51  | 2016年6月11日  | シカゴ、ソルジャー・フィールド                                             | パナマ                   | 2-0    | 5-0  | コパ・アメリカ・センテナリオ      |  |
| 52  | 2016年6月11日  | シカゴ、ソルジャー・フィールド                                             | パナマ                   | 3-0    | 5-0  | コパ・アメリカ・センテナリオ      |  |
| 53  | 2016年6月11日  | シカゴ、ソルジャー・フィールド                                             | パナマ                   | 4-0    | 5-0  | コパ・アメリカ・センテナリオ      |  |
| 54  | 2016年6月18日  | フォックスボロ、ジレット・スタジアム                                       | ベネズエラ               | 3-0    | 4-1  | コパ・アメリカ・センテナリオ      |  |
| 55  | 2016年6月21日  | ヒューストン、リライアント・スタジアム                                     | アメリカ合衆国           | 2-0    | 4-0  | コパ・アメリカ・センテナリオ      |  |
| 56  | 2016年9月1日   | メンドーサ、エスタディオ・マルビナス・アルヘンティナス                     | ウルグアイ               | 1-0    | 1-0  | 2018 FIFAワールドカップ・南米予選 |  |
| 57  | 2016年11月15日 | サン・フアン、エスタディオ・サン・フアン・デル・ビセンテナリオ             | コロンビア               | 1-0    | 3-0  | 2018 FIFAワールドカップ・南米予選 |  |
| 58  | 2017年3月23日  | ブエノスアイレス、エル・モヌメンタル                                       | チリ                     | 1-0    | 1-0  | 2018 FIFAワールドカップ・南米予選 |  |
| 59  | 2017年10月10日 | キト、エスタディオ・オリンピコ・アタウアルパ                               | エクアドル               | 1-1    | 3-1  | 2018 FIFAワールドカップ・南米予選 |  |
| 60  | 2017年10月10日 | キト、エスタディオ・オリンピコ・アタウアルパ                               | エクアドル               | 2-1    | 3-1  | 2018 FIFAワールドカップ・南米予選 |  |
| 61  | 2017年10月10日 | キト、エスタディオ・オリンピコ・アタウアルパ                               | エクアドル               | 3-1    | 3-1  | 2018 FIFAワールドカップ・南米予選 |  |
| 62  | 2018年5月30日  | ブエノスアイレス、ラ・ボンボネーラ                                         | ハイチ                   | 1-0    | 4-0  | 親善試合                          |  |
| 63  | 2018年5月30日  | ブエノスアイレス、ラ・ボンボネーラ                                         | ハイチ                   | 2-0    | 4-0  | 親善試合                          |  |
| 64  | 2018年5月30日  | ブエノスアイレス、ラ・ボンボネーラ                                         | ハイチ                   | 3-0    | 4-0  | 親善試合                          |  |
| 65  | 2018年6月26日  | サンクトペテルブルク、ガスプロム・アリーナ                                 | ナイジェリア             | 1-0    | 2-1  | 2018 FIFAワールドカップ           |  |
| 66  | 2019年6月7日   | サン・フアン、エスタディオ・サン・フアン・デル・ビセンテナリオ             | ニカラグア               | 1-0    | 5-1  | 親善試合                          |  |
| 67  | 2019年6月7日   | サン・フアン、エスタディオ・サン・フアン・デル・ビセンテナリオ             | ニカラグア               | 2-0    | 5-1  | 親善試合                          |  |
| 68  | 2019年6月19日  | ベロオリゾンテ、ミネイロン                                                 | パラグアイ               | 1-1    | 1-1  | コパ・アメリカ2019                |  |
| 69  | 2019年11月15日 | リヤド、キングサウード大学スタジアム                                       | ブラジル                 | 1-0    | 1-0  | 親善試合                          |  |
| 70  | 2019年11月19日 | テルアビブ、ブルームフィールド・スタジアム                                 | ウルグアイ               | 2-2    | 2-2  | 親善試合                          |  |
| 71  | 2020年10月8日  | ブエノスアイレス、ラ・ボンボネーラ                                         | エクアドル               | 1-0    | 1-0  | 2022 FIFAワールドカップ・南米予選 |  |
| 72  | 2021年6月3日   | サンティアゴ・デル・エステロ、エスタディオ・ウニコ・マドレ・デ・シウダデス | チリ                     | 1-0    | 1-1  | 2022 FIFAワールドカップ・南米予選 |  |
| 73  | 2021年6月14日  | リオデジャネイロ、エスタジオ・オリンピコ・ジョアン・アベランジェ           | チリ                     | 1-1    | 1-1  | コパ・アメリカ2021                |  |
| 74  | 2021年6月28日  | クイアバ、アレーナ・パンタナール                                           | ボリビア                 | 2-0    | 4-1  | コパ・アメリカ2021                |  |
| 75  | 2021年6月28日  | クイアバ、アレーナ・パンタナール                                           | ボリビア                 | 3-0    | 4-1  | コパ・アメリカ2021                |  |
| 76  | 2021年7月3日   | ゴイアニア、Estádio Olímpico Pedro Ludovico                                | エクアドル               | 3-0    | 3-0  | コパ・アメリカ2021                |  |
| 77  | 2021年9月9日   | ブエノスアイレス、エル・モヌメンタル                                       | ボリビア                 | 1-0    | 3-0  | 2022 FIFAワールドカップ・南米予選 |  |
| 78  | 2021年9月9日   | 2-0                                                                        | ボリビア                 |        | 3-0  | 2022 FIFAワールドカップ・南米予選 |  |
| 79  | 2021年9月9日   | 3-0                                                                        | ボリビア                 |        | 3-0  | 2022 FIFAワールドカップ・南米予選 |  |
| 80  | 2021年10月10日 | ウルグアイ                                                                 | 1-0                      | 3-0    |      | 2022 FIFAワールドカップ・南米予選 |  |
| 81  | 2022年3月30日  | ブエノスアイレス、ラ・ボンボネーラ                                         | ベネズエラ               | 3-0    | 3-0  | 2022 FIFAワールドカップ・南米予選 |  |
| 82  | 2022年6月5日   | パンプローナ、エスタディオ・エル・サダール                                 | エストニア               | 1-0    | 5-0  | 親善試合                          |  |
| 83  | 2022年6月5日   | 2-0                                                                        | エストニア               |        | 5-0  | 親善試合                          |  |
| 84  | 2022年6月5日   | 3-0                                                                        | エストニア               |        | 5-0  | 親善試合                          |  |
| 85  | 2022年6月5日   | 4-0                                                                        | エストニア               |        | 5-0  | 親善試合                          |  |
| 86  | 2022年6月5日   | 5-0                                                                        | エストニア               |        | 5-0  | 親善試合                          |  |
| 87  | 2022年9月24日  | フロリダ、サンライフ・スタジアム                                           | ホンジュラス             | 2-0    | 3-0  | 親善試合                          |  |
| 88  | 2022年9月24日  | フロリダ、サンライフ・スタジアム                                           | ホンジュラス             | 3-0    | 3-0  | 親善試合                          |  |
| 89  | 2022年9月28日  | ニュー・ジャージー、レッドブル・アリーナ                                   | ジャマイカ               | 2-0    | 3-0  | 親善試合                          |  |
| 90  | 2022年9月28日  | ニュー・ジャージー、レッドブル・アリーナ                                   | ジャマイカ               | 3-0    | 3-0  | 親善試合                          |  |
| 91  | 2022年11月16日 | アブダビ、アル・ジャジーラ・ムハンマド・ビン・ザーイド・スタジアム         | アラブ首長国連邦         | 4-0    | 5-0  | 親善試合                          |  |
| 92  | 2022年11月23日 | ルサイル、ルサイルスタジアム                                               | サウジアラビア           | 1-0    | 1-2  | 2022 FIFAワールドカップ           |  |
| 93  | 2022年11月26日 | ルサイル、ルサイルスタジアム                                               | メキシコ                 | 1-0    | 2-0  | 2022 FIFAワールドカップ           |  |
| 94  | 2022年12月3日  | ライヤーン、アフメド・ビン＝アリー・スタジアム                             | オーストラリア           | 1-0    | 2-1  | 2022 FIFAワールドカップ           |  |
| 95  | 2022年12月9日  | ルサイル、ルサイルスタジアム                                               | オランダ                 | 2-0    | 2-2  | 2022 FIFAワールドカップ           |  |
| 96  | 2022年12月13日 | ルサイル、ルサイルスタジアム                                               | クロアチア               | 1-0    | 3-0  | 2022 FIFAワールドカップ           |  |
| 97  | 2022年12月18日 | ルサイル、ルサイルスタジアム                                               | フランス                 | 1-0    | 3-3  | 2022 FIFAワールドカップ           |  |
| 98  | 2022年12月18日 | ルサイル、ルサイルスタジアム                                               | フランス                 | 3-2    | 3-3  | 2022 FIFAワールドカップ           |  |
| 99  | 2023年3月23日  | ブエノスアイレス、エル・モヌメンタル                                       | パナマ                   | 2-0    | 2-0  | 親善試合                          |  |
| 100 | 2023年3月28日  | サンティアゴ・デル・エステロ、エスタディオ・ウニコ・マドレ・デ・シウダデス | キュラソー               | 1-0    | 7-0  | 親善試合                          |  |
| 101 | 2023年3月28日  | サンティアゴ・デル・エステロ、エスタディオ・ウニコ・マドレ・デ・シウダデス | キュラソー               | 3-0    | 7-0  | 親善試合                          |  |
| 102 | 2023年3月28日  | サンティアゴ・デル・エステロ、エスタディオ・ウニコ・マドレ・デ・シウダデス | キュラソー               | 5-0    | 7-0  | 親善試合                          |  |
| 103 | 2023年6月15日  | 北京、北京工人体育場                                                       | オーストラリア           | 1-0    | 2-0  | 親善試合                          |  |
| 104 | 2023年9月7日   | ブエノスアイレス、エル・モヌメンタル                                       | エクアドル               | 1-0    | 1-0  | 2026 FIFAワールドカップ・南米予選 |  |
| 105 | 2023年10月17日 | リマ、エスタディオ・ナシオナル・デ・リマ                                   | ペルー                   | 1-0    | 2-0  | 2026 FIFAワールドカップ・南米予選 |  |
| 106 | 2023年10月17日 | リマ、エスタディオ・ナシオナル・デ・リマ                                   | ペルー                   | 2-0    | 2-0  | 2026 FIFAワールドカップ・南米予選 |  |
| 107 | 2024年6月14日  | メリーランド、フェデックス・フィールド                                     | グアテマラ               | 1-1    | 4-1  | 親善試合                          |  |
| 108 | 2024年6月14日  | メリーランド、フェデックス・フィールド                                     | グアテマラ               | 4-1    | 4-1  | 親善試合                          |  |
| 109 | 2024年7月10日  | ニュージャージー、メットライフ・スタジアム                                 | カナダ                   | 2-0    | 2-0  | コパ・アメリカ2024                |  |
| 110 | 2024年10月16日 | ブエノスアイレス、エル・モヌメンタル                                       | ボリビア                 | 1-0    | 6-0  | 2026 FIFAワールドカップ・南米予選 |  |
| 111 | 2024年10月16日 | ブエノスアイレス、エル・モヌメンタル                                       | ボリビア                 | 5-0    | 6-0  | 2026 FIFAワールドカップ・南米予選 |  |
| 112 | 2024年10月16日 | ブエノスアイレス、エル・モヌメンタル                                       | ボリビア                 | 6-0    | 6-0  | 2026 FIFAワールドカップ・南米予選 |  |

## タイトル

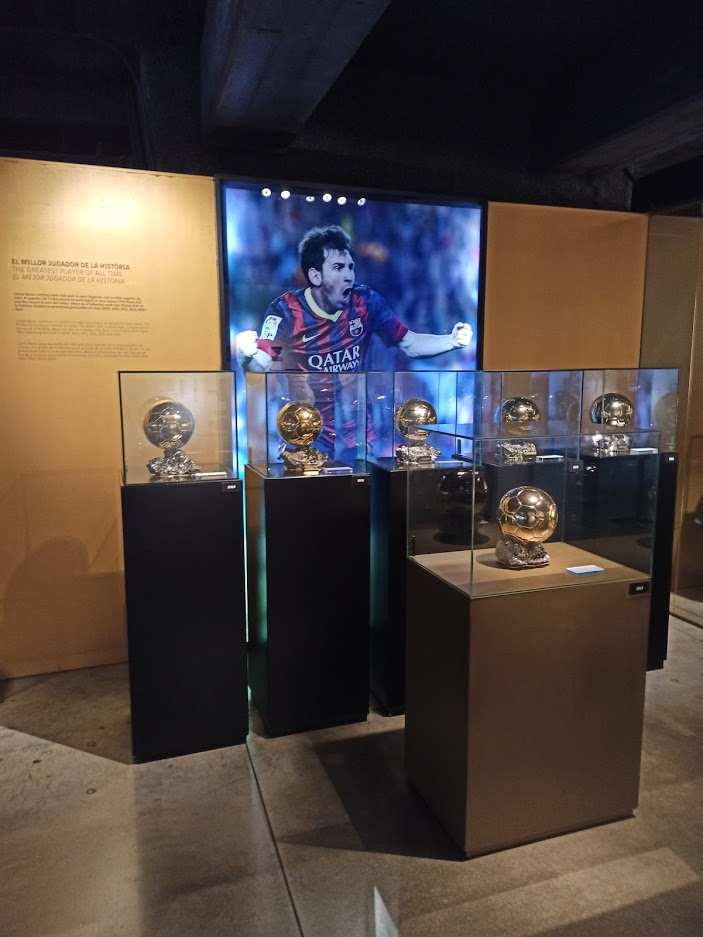
バルセロナミュージアムにて展示されているメッシが獲得したバロンドール（2021年）

### クラブ
FCバルセロナ
- プリメーラ・ディビシオン：10回 (2004-05, 2005-06, 2008-09, 2009-10, 2010-11, 2012-13, 2014-15, 2015-16, 2017-18, 2018-19)
- コパ・デル・レイ：7回 (2008-09, 2011-12, 2014-15, 2015-16, 2016-17, 2017-18, 2020ｰ21)
- スーペルコパ・デ・エスパーニャ：7回 ( 2006, 2009, 2010, 2011, 2013, 2016, 2018)
- UEFAチャンピオンズリーグ：4回 (2005-06, 2008-09, 2010-11, 2014-15)
- UEFAスーパーカップ：3回 (2009, 2011, 2015)
- FIFAクラブワールドカップ：3回 (2009, 2011, 2015)

パリ・サンジェルマンFC
- リーグ・アン：2回（2021-22, 2022-23）
- トロフェ・デ・シャンピオン：1回（2022）

インテル・マイアミ
- サポーターズ・シールド：1回（2024）
- リーグスカップ：1回（2023）

### 代表
アルゼンチン代表
- FIFAワールドカップ：1回 (2022)
- コパ・アメリカ：2回 (2021, 2024)
- フィナリッシマ：1回 (2022)

U-23アルゼンチン代表
- 北京オリンピック：1回 (2008)

U-20アルゼンチン代表
- FIFAワールドユース選手権：1回 (2005)

### 個人
国際サッカー連盟×フランス・フットボール
- FIFAバロンドール：4回 (2010, 2011, 2012, 2015)

国際サッカー連盟（FIFA）
- FIFA最優秀選手賞：(2009)
- ザ・ベスト・FIFAフットボールアウォーズ：3回 (2019, 2022, 2023)
- FIFAワールドカップ・ゴールデンボール：2回 (2014, 2022)
- FIFAワールドカップ・ドリームチーム：(2014)[326]
- FIFAワールドユース選手権最優秀選手：(2005)
- FIFAワールドユース選手権得点王：(2005)[327]
- FIFAクラブワールドカップ・ゴールデンボール：2回 (2009, 2011)

フランス・フットボール
- バロンドール：4回 (2009, 2019, 2021, 2023)
- バロンドール・ドリームチーム：(2020）[328]

国際サッカー連盟×国際プロサッカー選手会
- FIFA/FIFProワールドイレブン：16回 (2007, 2008, 2009, 2010, 2011, 2012, 2013, 2014, 2015, 2016, 2017, 2018, 2019, 2020, 2021, 2022)

国際プロサッカー選手会
- FIFPro年間最優秀若手選手：3回 (2006, 2007, 2008)

欧州サッカー連盟（UEFA）
- UEFA欧州最優秀選手賞：2回 (2011, 2015)
- UEFA年間最優秀選手：(2008-09)
- UEFAクラブ最優秀FW：2回 (2009, 2019)
- UEFAチャンピオンズリーグベストチーム：7回 (2014-15, 2015-16, 2016-17, 2017-18, 2018-19, 2019-20, 2020-21)[329]
- UEFAチーム・オブ・ザ・イヤー：12回 (2008, 2009, 2010, 2011, 2012, 2014, 2015, 2016, 2017, 2018, 2019, 2020)[330][331]
- UEFAチャンピオンズリーグ得点王：6回 (2008-09, 2009-10, 2010-11, 2011-12, 2014-15, 2018-19)
- UEFAゴール・オブ・ザ・シーズン：3回 (2006–07, 2014–15, 2015–16)

南米サッカー連盟（CONMEBOL）
- コパ・アメリカ最優秀選手：(2021)[注 11]
- コパ・アメリカ最優秀若手選手：(2007)
- コパ・アメリカドリームチーム：5回 (2007, 2011, 2015, 2016, 2021)

ヨーロピアン・スポーツ・メディア
- ヨーロッパ・ゴールデンシュー：6回 (2009-10, 20110-12, 2012-13, 2016-17, 2017-18, 2018-19)

ラ・リーガ
- リーガ・エスパニョーラ最優秀選手：6回 (2008-09, 2009-10, 2010-11, 2011-12, 2012-13, 2014-15)
- リーガ・エスパニョーラ最優秀FW：7回 (2008-09, 2009-10, 2010-11, 2011-12, 2012-13, 2014-15, 2015-16)
- ピチーチ賞：8回 (2009-10, 2011-12, 2012-13, 2016-2017, 2017-18, 2018-19, 2019-20, 2020-21)
- トロフェオ・アルフレッド・ディ・ステファノ：7回 (2008-09, 2009-10, 2010-11, 2014-15, 2016-17, 2017-18, 2018-19)
- ドン・バロン・アワード最優秀外国人選手：3回 (2006-07, 2008-09, 2009-10)
- EFE賞 (リーガ・エスパニョーラ最優秀アメリカ大陸出身選手賞)：2回 (2006-07, 2008-09)
- ラ・リーガ月間最優秀選手賞：8回 (2016年1月, 2017年4月, 2018年4月, 2018年9月, 2019年3月, 2019年11月, 2020年2月, 2021年2月)

リーグ・アン
- UNFP月間最優秀選手賞：(2022年9月)
- アシスト王：(2022-23)[332]
- 年間ベストイレブン：(2022-23)[333]

メジャーリーグサッカー
- MLS年間最優秀選手賞(2024年)

その他の個人賞
- オリンピア賞 (アルゼンチン最優秀選手)：12回 (2005, 2007, 2008, 2009, 2010 ,2011,2012, 2013, 2015, 2016, 2017, 2019)
- 世界最優秀若手選手 (ワールドサッカー誌選出)：3回 (2006, 2007, 2008)
- ゴールデンボーイ賞：(2006)
- ブラヴォー賞：(2007)
- オンズドール：4回 (2009, 2010-11, 2011-12, 2017-18)
- GOAL50：3回 (2009, 2011, 2013)
- ワールドサッカー歴代最高のイレブン：(2013)
- ローレウス世界スポーツ賞年間最優秀男子選手賞：2回 (2020, 2023)[334]